# Niederlande beim Eurovision Song Contest
Teilnehmende Rundfunkanstalt

Erste Teilnahme
1956
Anzahl der Teilnahmen
65 (Stand 2025)
Höchste Platzierung
1 (1957, 1959, 1969, 1975, 2019)
Höchste Punktzahl
498 (2019)
Niedrigste Punktzahl
0 (1962, 1963)
Punkteschnitt (seit erstem Beitrag)
55,78 (Stand 2021)
Punkteschnitt pro abstimmendem Land im 12-Punkte-System
2,12 (Stand 2021)
Dieser Artikel befasst sich mit der Geschichte der Niederlande als Teilnehmer am Eurovision Song Contest.

## Regelmäßigkeit der Teilnahme und Erfolge im Wettbewerb

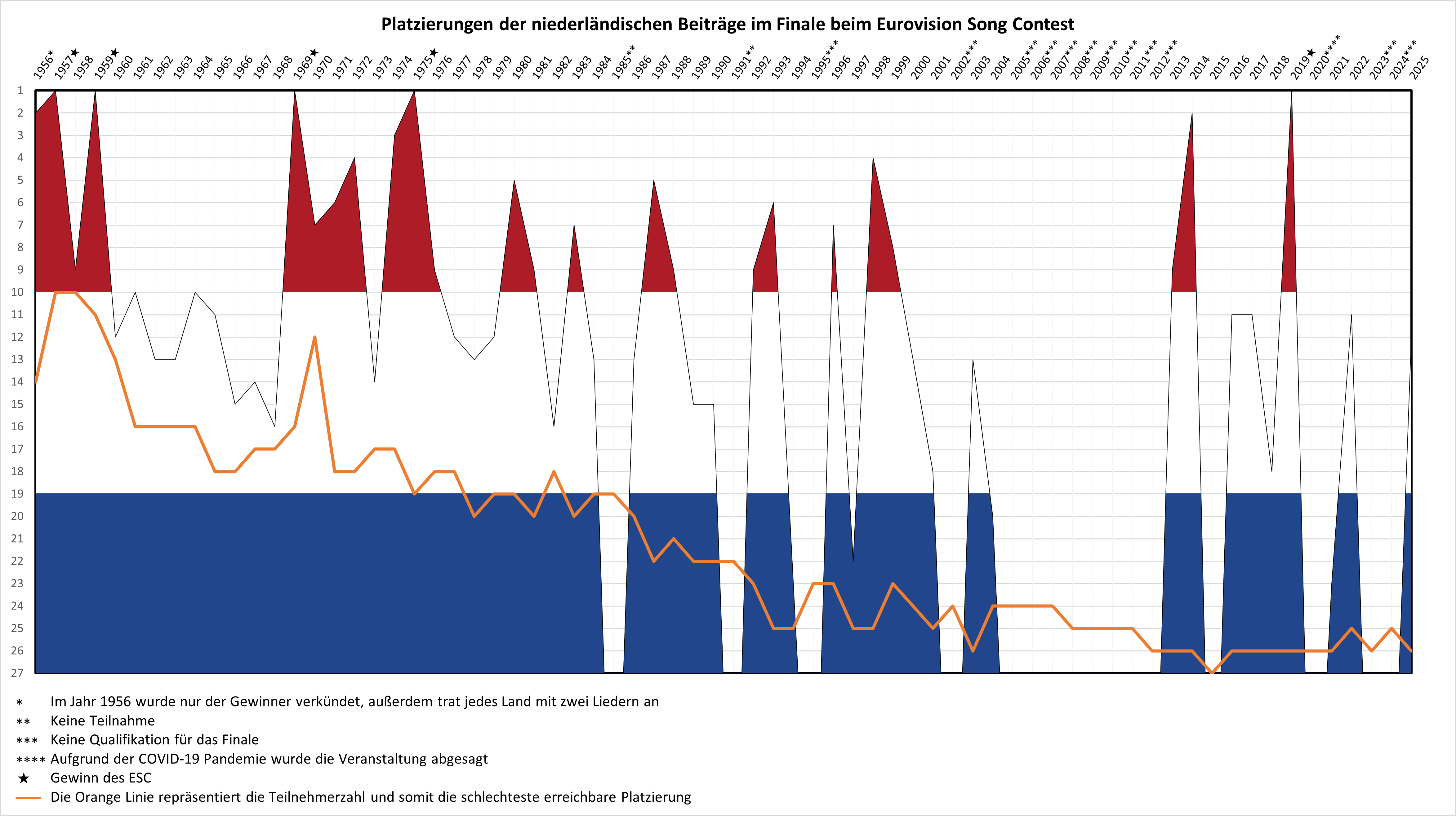
Platzierungen der Niederlande im Finale (Stand 2025)

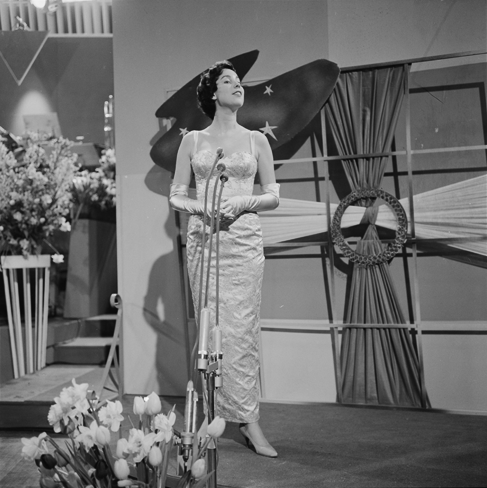
Corry Brokken, erste Siegerin für die Niederlande, 1957 in Hilversum

Die Niederlande nahmen bereits 1956 am ersten ESC teil. Die Platzierungen aus dem Jahr wurden, abgesehen vom Sieger, nie bekannt gemacht. 1957 waren die Niederlande aber sofort erfolgreich und konnten mit Corry Brokken, die schon 1956 teilnahm, den ESC gewinnen. Im Jahr darauf nahm sie erneut teil, erreichte dieses Mal aber nur den letzten Platz zusammen mit Luxemburg. Im darauffolgenden Jahr konnten die Niederlande aber schon den zweiten Sieg einfahren mit Teddy Scholten und Een beetje. Nach diesen anfangs sehr erfolgreichen Jahren waren die nächsten Jahre eher weniger erfolgreich.
Von 1960 bis 1968 erreichte das Land nur Platzierungen im unterdurchschnittlichen Bereich. In diesem Zeitraum erreichten die Niederlande sogar dreimal den letzten Platz. 1962 und 1963 sogar mit null Punkten, allerdings teilte sich das Land diese Plätze jeweils mit drei anderen Ländern. Auch der letzte Platz 1968 war ein geteilter letzter Platz. Zusammen mit Finnland erhielten beide gerade mal einen Punkt. 1969 war das Land dann wieder sehr erfolgreich. Lenny Kuhr gewann mit ihrem Lied De troubadour. Allerdings war auch dieser Sieg wieder ein geteilter Sieg. Schließlich gewannen auch Frankreich, Spanien und das Vereinigte Königreich 1969. Die 1970er waren dann viel erfolgreicher als die 1960er für die Niederlande. Von 1970 bis 1976 erreichten die Niederlande, mit Ausnahme von 1973, nur Platzierungen unter den besten zehn. 1974 holten Mouth & MacNeal sogar einen dritten Platz, während 1975 die Gruppe Teach-In den gesamten Wettbewerb zum vierten Mal für die Niederlande gewinnen konnte. Von 1977 bis 1979 folgten dann wieder eher durchschnittliche Platzierungen.
Von 1980 bis 1984 schwankten die Platzierungen. 1980, 1981 und 1983 erreichten die Niederlande wieder zwei Plätze unter den besten zehn, während 1982 nur Platz 16 von 18 Teilnehmern erreicht wurde. Während das Land 1985 auf eine Teilnahme verzichtete, erreichten die Niederlande bei der Rückkehr 1986 mit Platz 13 wieder nur einen durchschnittlichen Platz. Aber auch ab hier schwankten die Platzierungen weiter. 1987 und 1988 wurde wieder eine Platzierung unter den besten zehn erreicht, 1989 und 1990 wurde aber jeweils wieder nur Platz 15 erreicht. 1991 setzte das Land dann zum zweiten Mal freiwillig aus. Ab 1992 ging der schwankende Trend dann weiter. 1992 und 1993 wurden wieder zwei Plätze unter den besten zehn erreicht, während 1994 nur mit Platz 23 der drittletzte Platz erreicht wurde. Aufgrund dieser Platzierung durfte das Land dann 1995 dann nicht teilnehmen. Aber auch ab der Rückkehr 1996 schwankten die Platzierungen wieder. 1996, 1998 und 1999 gab es wieder Platzierungen unter den besten zehn, während 1997 mit Platz 22 wieder nur ein Platz in der unteren Tabellenhälfte verbucht wurde.

Ab dem Jahr 2000 gab es dann keine schwankenden Platzierungen mehr. 2000 und 2001 wurden nur durchschnittliche Platzierungen mit Platz 13 und Platz 18 geholt, so dass das Land 2002 wieder nicht teilnehmen durfte. 2003 bei der Rückkehr gab es dann mit Platz 13 wieder nur einen durchschnittlichen Platz. 2004, als die Halbfinals eingeführt wurden, konnten sich die Niederlande zwar für das Finale qualifizieren, erreichten hier aber nur Platz 20. Ab 2005 folgte dann der Tiefpunkt in der Geschichte der Niederlande beim ESC. Von 2005 bis 2012 nahm das Land immer teil, konnte aber nie das Finale erreichen. Dazu verpassten die Niederlande das Finale auch immer recht deutlich. 2011 wurde das Land sogar komplett Letzter im Wettbewerb sowie im Halbfinale.

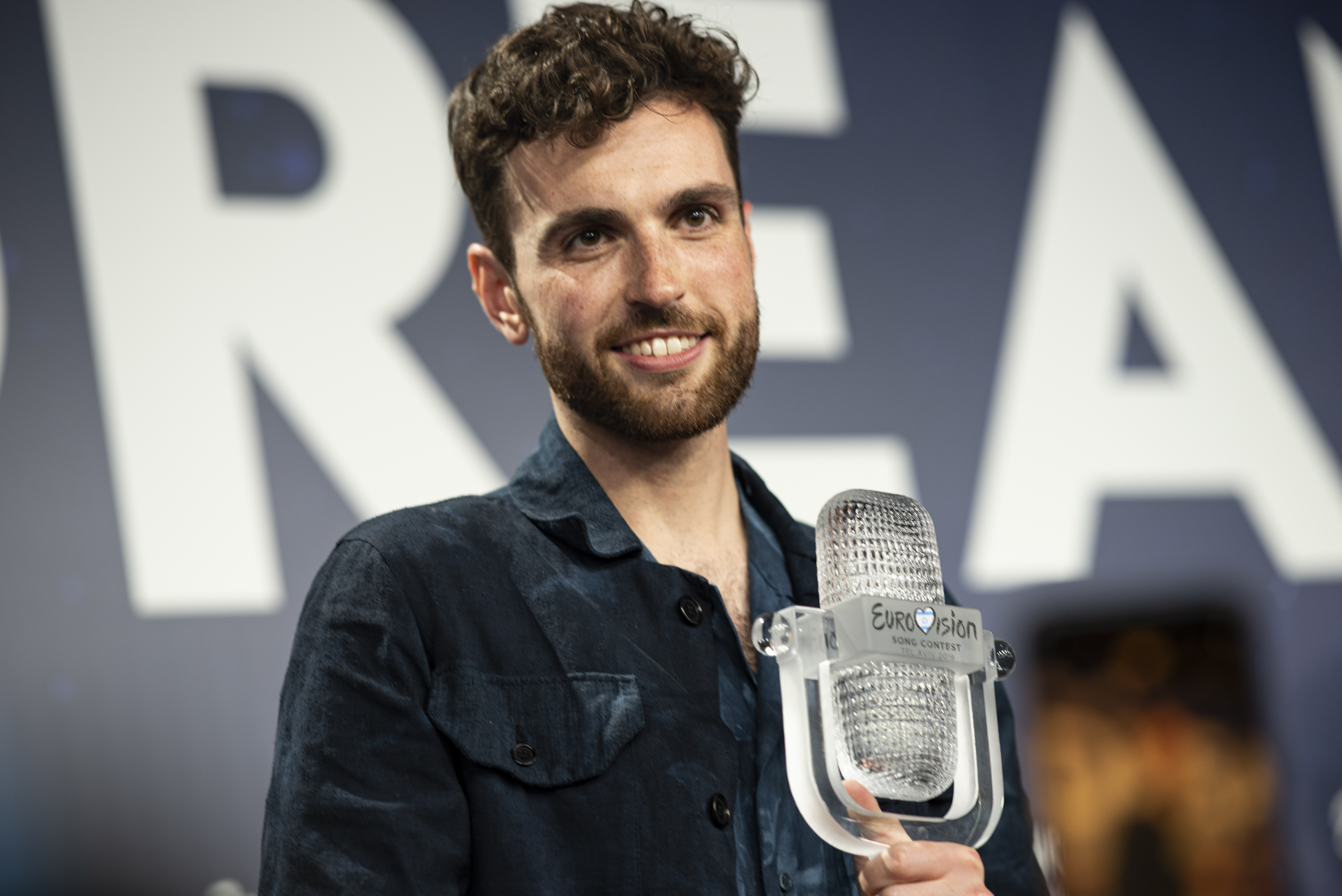
Duncan Laurence holte 2019 den ersten Sieg seit 44 Jahren für die Niederlande.

Ab dem Jahr 2013 wurden die Niederlande dann wieder deutlich erfolgreicher. 2013, als der Vorentscheid abgeschafft und Anouk intern ausgewählt wurde, erreichten die Niederlande zum ersten Mal seit neun Jahren wieder das Finale des Eurovision Song Contests. Hier wurde auch dann die beste Platzierung seit 1999 mit Platz 9 im Finale erreicht. Im Jahr 2014, als die Common Linnets erneut intern ausgewählt wurden, konnten sich die Niederlande erneut für das Finale qualifizieren und das Halbfinale sogar gewinnen. Im Finale wurde dann mit dem zweiten Platz das beste Ergebnis seit 1975 erreicht. Dazu holten die Niederlande mit 238 Punkten ihre bis dahin höchste Punktzahl im Wettbewerb. Während 2015 das erste Mal seit 2012 wieder ein Finale verpasst wurde, holte das Land 2016 und 2017 jeweils einen elften Platz. 2018 wurde mit Platz 18 dann wieder nur ein durchschnittlicher Platz geholt. 2019 konnte das Land dann seinen ersten Sieg seit 44 Jahren erreichen. Nachdem Duncan Laurence das Halbfinale gewinnen konnte, holte er im Finale den Sieg. Es war der fünfte Sieg der Niederlande im Wettbewerb. Mit 498 Punkten holte der Sänger ebenfalls eine neue Höchstpunktzahl für das Land im Wettbewerb. 2021, als die Niederlande erstmals seit 1980 wieder als Gastgeber fungierten, erreichte der Sänger Jeangu Macrooy allerdings nur Platz 23 und erreichte lediglich 11 Punkte, die alle von der Jury stammten. 2022 verfehlte man mit Platz 11 im Finale nur knapp die Top Zehn. Jedoch wurde man im Halbfinale Zweiter. 2023 scheiterte man dann zum ersten Mal seit 2015 an einer Finalqualifikation und schied im ersten Halbfinale aus. Nach der Final-Disqualifikation 2024 erreichte das Land 2025 wieder das Finale und holte einen zwölften Platz.
Demnach landeten 26 der 65 niederländischen Beiträge in der linken Tabellenhälfte. Zudem belegte das Land bisher fünfmal den letzten Platz. Die Niederlande verpassten insgesamt neunmal das Finale und zählen damit zu den Ländern, die sich am häufigsten nicht für das Finale qualifizieren konnten. Auf der anderen Seite konnte das Land den Wettbewerb bisher fünfmal gewinnen, einmal Platz 2 und einmal Platz 3 erreichen und gehört damit zu den durchschnittlich erfolgreichen Ländern im Wettbewerb.

## Liste der Beiträge
– 1. Platz. 
– 2. Platz. 
– 3. Platz. 
– Punktgleichheit mit dem letzten Platz.
– ausgeschieden im Halbfinale/in der Qualifikation/im osteuropäischen Vorentscheid.
– keine Teilnahme/nicht qualifiziert.
– Absage des Eurovision Song Contests.
| Jahr | Interpret                 | Titel Musik (M) und Text (T) | Sprache                     | Übersetzung                   | Finale                                           | Finale                                           | Halbfinale/ Qualifikation                        | Halbfinale/ Qualifikation                        | Nationaler Vorentscheid     |
| Jahr | Interpret                 | Titel Musik (M) und Text (T) | Sprache                     | Übersetzung                   | Platz                                            | Punkte                                           | Platz                                            | Punkte                                           | Nationaler Vorentscheid     |
| ---- | ------------------------- | --- | --------------------------- | ----------------------------- | ------------------------------------------------ | ------------------------------------------------ | ------------------------------------------------ | ------------------------------------------------ | --------------------------- |
| 1956 | Corry Brokken             | Voorgoed voorbij M/T: Jelle de Vries | Niederländisch              | Für immer vorbei              | k. A. / 14                                       | k. A.                                            | Kein Halbfinale stattgefunden                    | Kein Halbfinale stattgefunden                    | Nationaal Songfestival 1956 |
| 1956 | Jetty Paerl               | De vogels van Holland M: Cor Lemaire; T: Annie M. G. Schmidt                                                                                             | Niederländisch              | Die Vögel Hollands            | k. A. / 14                                       | k. A.                                            | Kein Halbfinale stattgefunden                    | Kein Halbfinale stattgefunden                    | Nationaal Songfestival 1956 |
| 1957 | Corry Brokken             | Net als toen M: Guus Jansen; T: Willy van Hemert | Niederländisch              | Ganz wie damals               | 1 / 10                                           | 31                                               | Kein Halbfinale stattgefunden                    | Kein Halbfinale stattgefunden                    | Nationaal Songfestival 1957 |
| 1958 | Corry Brokken             | Heel de wereld M/T: Benny Vreden | Niederländisch              | Die ganze Welt                | 9 / 10                                           | 1                                                | Kein Halbfinale stattgefunden                    | Kein Halbfinale stattgefunden                    | Nationaal Songfestival 1958 |
| 1959 | Teddy Scholten            | Een beetje M: Dick Schallies; T: Willy van Hemert | Niederländisch              | Ein bisschen                  | 1 / 11                                           | 21                                               | Kein Halbfinale stattgefunden                    | Kein Halbfinale stattgefunden                    | Nationaal Songfestival 1959 |
| 1960 | Rudi Carrell              | Wat een geluk M: Dick Schallies; T: Willy van Hemert | Niederländisch              | Welch ein Glück               | 12 / 13                                          | 2                                                | Kein Halbfinale stattgefunden                    | Kein Halbfinale stattgefunden                    | Nationaal Songfestival 1960 |
| 1961 | Greetje Kauffeld          | Wat een dag M: Dick Schallies; T: Pieter Goemans | Niederländisch              | Welch ein Tag                 | 10 / 16                                          | 6                                                | Kein Halbfinale stattgefunden                    | Kein Halbfinale stattgefunden                    | interne Auswahl             |
| 1962 | De Spelbrekers            | Katinka M: Joop Stokkermans; T: Henny Hamhuis, Lodewijk Post                                                                                             | Niederländisch              | Katinka                       | 13 / 16                                          | 0                                                | Kein Halbfinale stattgefunden                    | Kein Halbfinale stattgefunden                    | Nationaal Songfestival 1962 |
| 1963 | Annie Palmen              | Een speeldoos M/T: Pieter Goemans | Niederländisch              | Eine Spieluhr                 | 13 / 16                                          | 0                                                | Kein Halbfinale stattgefunden                    | Kein Halbfinale stattgefunden                    | Nationaal Songfestival 1963 |
| 1964 | Anneke Grönloh            | Jij bent mijn leven M: Ted Powder; T: René de Vos | Niederländisch              | Du bist mein Leben            | 10 / 16                                          | 2                                                | Kein Halbfinale stattgefunden                    | Kein Halbfinale stattgefunden                    | Nationaal Songfestival 1964 |
| 1965 | Conny Vandenbos           | ’t is genoeg M: Johnny Holshuyzen; T: Joke van Soest | Niederländisch              | Es reicht                     | 11 / 16                                          | 5                                                | Kein Halbfinale stattgefunden                    | Kein Halbfinale stattgefunden                    | Nationaal Songfestival 1965 |
| 1966 | Milly Scott               | Fernando en Filippo M: Kees de Bruyn; T: Gerrit den Braber                                                                                               | Niederländisch              | Fernando und Filippo          | 15 / 18                                          | 2                                                | Kein Halbfinale stattgefunden                    | Kein Halbfinale stattgefunden                    | Nationaal Songfestival 1966 |
| 1967 | Thérèse Steinmetz         | Ring-dinge-ding M: Johnny Holshuyzen; T: Gerrit den Braber                                                                                               | Niederländisch              | Ring-dinge-ding               | 14 / 17                                          | 2                                                | Kein Halbfinale stattgefunden                    | Kein Halbfinale stattgefunden                    | Nationaal Songfestival 1967 |
| 1968 | Ronnie Tober              | Morgen M: Johnny Holshuyzen; T: Gerrit den Braber | Niederländisch              | Morgen                        | 16 / 17                                          | 1                                                | Kein Halbfinale stattgefunden                    | Kein Halbfinale stattgefunden                    | Nationaal Songfestival 1968 |
| 1969 | Lenny Kuhr                | De troubadour M: David Hartsema; T: Lenny Kuhr | Niederländisch              | Der Troubadour                | 1 / 16                                           | 18                                               | Kein Halbfinale stattgefunden                    | Kein Halbfinale stattgefunden                    | Nationaal Songfestival 1969 |
| 1970 | Hearts of Soul            | Waterman M/T: Pieter Goemans | Niederländisch              | Wassermann                    | 7 / 12                                           | 7                                                | Kein Halbfinale stattgefunden                    | Kein Halbfinale stattgefunden                    | Nationaal Songfestival 1970 |
| 1971 | Saskia & Serge            | Tijd M: Joop Stokkermans; T: Gerrit den Braber | Niederländisch              | Zeit                          | 6 / 18                                           | 85                                               | Kein Halbfinale stattgefunden                    | Kein Halbfinale stattgefunden                    | Nationaal Songfestival 1971 |
| 1972 | Sandra & Andres           | Als ’t om de liefde gaat M: Dries Holten; T: Hans van Hemert                                                                                             | Niederländisch              | Wenn es um die Liebe geht     | 4 / 18                                           | 106                                              | Kein Halbfinale stattgefunden                    | Kein Halbfinale stattgefunden                    | Nationaal Songfestival 1972 |
| 1973 | Ben Cramer                | De oude muzikant M/T: Pierre Kartner | Niederländisch              | Der alte Musikant             | 14 / 17                                          | 69                                               | Kein Halbfinale stattgefunden                    | Kein Halbfinale stattgefunden                    | Nationaal Songfestival 1973 |
| 1974 | Mouth & MacNeal           | I See a Star M: Hans van Hemert; T: Gerrit den Braber | Englisch                    | Ich sehe einen Stern          | 3 / 17                                           | 15                                               | Kein Halbfinale stattgefunden                    | Kein Halbfinale stattgefunden                    | Nationaal Songfestival 1974 |
| 1975 | Teach-In                  | Ding-a-dong M: Dick Bakker; T: Eddy Ouwens, Will Luikinga                                                                                                | Englisch                    | Ding-a-dong                   | 1 / 19                                           | 152                                              | Kein Halbfinale stattgefunden                    | Kein Halbfinale stattgefunden                    | Nationaal Songfestival 1975 |
| 1976 | Sandra Reemer             | The Party’s Over M/T: Hans van Hemert | Englisch                    | Die Party ist vorbei          | 9 / 18                                           | 56                                               | Kein Halbfinale stattgefunden                    | Kein Halbfinale stattgefunden                    | Nationaal Songfestival 1976 |
| 1977 | Heddy Lester              | De mallemolen M: Frank Affolter; T: Wim Hogenkamp | Niederländisch              | Das Karussell                 | 12 / 18                                          | 35                                               | Kein Halbfinale stattgefunden                    | Kein Halbfinale stattgefunden                    | Nationaal Songfestival 1977 |
| 1978 | Harmony                   | ’t is OK M: Eddy Ouwens; T: Toon Gispen, Dick Kooiman | Niederländisch              | Es ist okay                   | 13 / 20                                          | 37                                               | Kein Halbfinale stattgefunden                    | Kein Halbfinale stattgefunden                    | Nationaal Songfestival 1978 |
| 1979 | Xandra                    | Colorado M: Rob Bolland; T: Ferdi Bolland, Gerard Cox | Niederländisch              | Colorado                      | 12 / 19                                          | 51                                               | Kein Halbfinale stattgefunden                    | Kein Halbfinale stattgefunden                    | Nationaal Songfestival 1979 |
| 1980 | Maggie MacNeal            | Amsterdam M: Frans Smit, Robert Verwey, Sjoukje Smit-van 't Spijker; T: Alex Alberts                                                                     | Niederländisch              | Amsterdam                     | 5 / 19                                           | 93                                               | Kein Halbfinale stattgefunden                    | Kein Halbfinale stattgefunden                    | interne Auswahl             |
| 1981 | Linda Williams            | Het is een wonder M: Cees de Wit; T: Bart van de Laar | Niederländisch              | Es ist ein Wunder             | 9 / 20                                           | 51                                               | Kein Halbfinale stattgefunden                    | Kein Halbfinale stattgefunden                    | Nationaal Songfestival 1981 |
| 1982 | Bill van Dijk             | Jij en ik M: Dick Bakker; T: Liselore Gerritsen | Niederländisch              | Du und ich                    | 16 / 18                                          | 8                                                | Kein Halbfinale stattgefunden                    | Kein Halbfinale stattgefunden                    | Nationaal Songfestival 1982 |
| 1983 | Bernadette                | Sing Me a Song M: Piet Souer; T: Martin Duiser | Niederländisch a            | Sing mir ein Lied             | 7 / 20                                           | 66                                               | Kein Halbfinale stattgefunden                    | Kein Halbfinale stattgefunden                    | Nationaal Songfestival 1983 |
| 1984 | Maribelle                 | Ik hou van jou M/T: Peter van Asten, Richard Debois | Niederländisch              | Ich liebe dich                | 13 / 19                                          | 34                                               | Kein Halbfinale stattgefunden                    | Kein Halbfinale stattgefunden                    | Nationaal Songfestival 1984 |
| 1985 | Auf Teilnahme verzichtet  | Auf Teilnahme verzichtet | Auf Teilnahme verzichtet    | Auf Teilnahme verzichtet      | Auf Teilnahme verzichtet                         | Auf Teilnahme verzichtet                         | Auf Teilnahme verzichtet                         | Auf Teilnahme verzichtet                         | Auf Teilnahme verzichtet    |
| 1986 | Frizzle Sizzle            | Alles heeft een ritme M: Peter Schön, Rob Ten Bokum; T: Peter Schön                                                                                      | Niederländisch              | Alles hat einen Rhythmus      | 13 / 20                                          | 40                                               | Kein Halbfinale stattgefunden                    | Kein Halbfinale stattgefunden                    | Nationaal Songfestival 1986 |
| 1987 | Marcha                    | Rechtop in de wind M/T: Peter Koelewijn | Niederländisch              | Aufrecht im Wind              | 5 / 22                                           | 83                                               | Kein Halbfinale stattgefunden                    | Kein Halbfinale stattgefunden                    | Nationaal Songfestival 1987 |
| 1988 | Gerard Joling             | Shangri-la M/T: Peter de Wijn | Niederländisch              | Shangri-la                    | 9 / 21                                           | 70                                               | Kein Halbfinale stattgefunden                    | Kein Halbfinale stattgefunden                    | Nationaal Songfestival 1988 |
| 1989 | Justine                   | Blijf zoals je bent M: Jan Kisjes; T: Cees Bergman, Geertjan Hessing, Aart Mol, Erwin van Prehn, Elmer Veerhoff                                          | Niederländisch              | Bleib, wie du bist            | 15 / 22                                          | 45                                               | Kein Halbfinale stattgefunden                    | Kein Halbfinale stattgefunden                    | Nationaal Songfestival 1989 |
| 1990 | Maywood                   | Ik wil alles met je delen M/T: Alice May | Niederländisch              | Ich will alles mit dir teilen | 15 / 22                                          | 25                                               | Kein Halbfinale stattgefunden                    | Kein Halbfinale stattgefunden                    | Nationaal Songfestival 1990 |
| 1991 | Auf Teilnahme verzichtet  | Auf Teilnahme verzichtet | Auf Teilnahme verzichtet    | Auf Teilnahme verzichtet      | Auf Teilnahme verzichtet                         | Auf Teilnahme verzichtet                         | Auf Teilnahme verzichtet                         | Auf Teilnahme verzichtet                         | Auf Teilnahme verzichtet    |
| 1992 | Humphrey Campbell         | Wijs me de weg M/T: Edwin Schimscheimer | Niederländisch              | Zeig mir den Weg              | 9 / 23                                           | 67                                               | Kein Halbfinale stattgefunden                    | Kein Halbfinale stattgefunden                    | Nationaal Songfestival 1992 |
| 1993 | Ruth Jacott               | Vrede M: Eric van Tijn, Jochem Fluitsma; T: Henk Westbroek                                                                                               | Niederländisch              | Frieden                       | 6 / 25                                           | 92                                               | Kein Halbfinale stattgefunden                    | Kein Halbfinale stattgefunden                    | Nationaal Songfestival 1993 |
| 1994 | Willeke Alberti           | Waar is de zon? M: Edwin Schimscheimer; T: Coot van Doesburgh                                                                                            | Niederländisch              | Wo ist die Sonne?             | 23 / 25                                          | 4                                                | Direkt für das Finale qualifiziert               | Direkt für das Finale qualifiziert               | Nationaal Songfestival 1994 |
| 1995 | Nicht qualifiziert        | Nicht qualifiziert | Nicht qualifiziert          | Nicht qualifiziert            | Nicht qualifiziert                               | Nicht qualifiziert                               | Nicht qualifiziert                               | Nicht qualifiziert                               | Nicht qualifiziert          |
| 1996 | Maxine & Franklin Brown   | De eerste keer M: Peter van Asten; T: Piet Souer, Peter van Asten                                                                                        | Niederländisch              | Das erste Mal                 | 7 / 23                                           | 78                                               | 9 / 29                                           | 63                                               | Nationaal Songfestival 1996 |
| 1997 | Mrs. Einstein             | Niemand heeft nog tijd M/T: Ed Hooijmans | Niederländisch              | Niemand hat mehr Zeit         | 22 / 25                                          | 5                                                | Direkt für das Finale qualifiziert               | Direkt für das Finale qualifiziert               | Nationaal Songfestival 1997 |
| 1998 | Edsilia                   | Hemel en aarde M/T: Eric van Tijn, Jochem Fluitsma | Niederländisch              | Himmel und Erde               | 4 / 25                                           | 150                                              | Direkt für das Finale qualifiziert               | Direkt für das Finale qualifiziert               | Nationaal Songfestival 1998 |
| 1999 | Marlayne                  | One Good Reason M/T: Tjeerd van Zanen, Alan Michael | Englisch                    | Einen guten Grund             | 8 / 23                                           | 71                                               | Direkt für das Finale qualifiziert               | Direkt für das Finale qualifiziert               | Nationaal Songfestival 1999 |
| 2000 | Linda Wagenmakers         | No Goodbyes M: John O’Hare; T: Ellert Driessen | Englisch                    | Keine „Auf Wiedersehen“       | 13 / 24                                          | 40                                               | Direkt für das Finale qualifiziert               | Direkt für das Finale qualifiziert               | Nationaal Songfestival 2000 |
| 2001 | Michelle                  | Out on My Own M: Dirk-Jan Vermeij, André Remkes; T: André Remkes                                                                                         | Englisch                    | Alleine draußen               | 18 / 23                                          | 16                                               | Direkt für das Finale qualifiziert               | Direkt für das Finale qualifiziert               | Nationaal Songfestival 2001 |
| 2002 | Nicht qualifiziert        | Nicht qualifiziert | Nicht qualifiziert          | Nicht qualifiziert            | Nicht qualifiziert                               | Nicht qualifiziert                               | Nicht qualifiziert                               | Nicht qualifiziert                               | Nicht qualifiziert          |
| 2003 | Esther Hart               | One More Night M/T: Tjeerd van Zanen, Alan Michael | Englisch                    | Noch eine Nacht               | 13 / 26                                          | 45                                               | Direkt für das Finale qualifiziert               | Direkt für das Finale qualifiziert               | Nationaal Songfestival 2003 |
| 2004 | Re-union                  | Without You M: Ed van Otterdijk; T: Angeline van Otterdijk                                                                                               | Englisch                    | Ohne dich                     | 20 / 24                                          | 11                                               | 6 / 23                                           | 146                                              | Nationaal Songfestival 2004 |
| 2005 | Glennis Grace             | My Impossible Dream M: Robert D. Fisher; T: Bruce Smith                                                                                                  | Englisch                    | Mein unmöglicher Traum        | Ausgeschieden                                    | Ausgeschieden                                    | 15 / 25                                          | 53                                               | Nationaal Songfestival 2005 |
| 2006 | Treble                    | Amanbanda M/T: Caroline Hoffman, Niña van Dijk, Djem van Dijk                                                                                            | Fantasiesprache, Englisch   | Amambanda                     | Ausgeschieden                                    | Ausgeschieden                                    | 20 / 23                                          | 22                                               | Nationaal Songfestival 2006 |
| 2007 | Edsilia                   | On Top of the World M: Tjeerd Oosterhuis; T: Martin Gijzemijter, Tjeerd Oosterhuis                                                                       | Englisch                    | An der Spitze der Welt        | Ausgeschieden                                    | Ausgeschieden                                    | 21 / 28                                          | 38                                               | interne Auswahl             |
| 2008 | Hind                      | Your Heart Belongs to Me M: Hind Laroussi Tahiri, Tjeerd van Zanen & Bas van den Heuvel; T: Tahiri & van Zanen                                           | Englisch                    | Dein Herz gehört zu mir       | Ausgeschieden                                    | Ausgeschieden                                    | 15 / 19                                          | 29                                               | interne Auswahl             |
| 2009 | De Toppers                | Shine M/T: Bas van den Heuvel & Ger van de Westelaken | Englisch                    | Scheine                       | Ausgeschieden                                    | Ausgeschieden                                    | 17 / 19                                          | 11                                               | Nationaal Songfestival 2009 |
| 2010 | Sieneke                   | Ik ben verliefd (Sha-la-lie) M/T: Pierre Kartner | Niederländisch              | Ich bin verliebt (Sha-la-lie) | Ausgeschieden                                    | Ausgeschieden                                    | 14 / 17                                          | 29                                               | Nationaal Songfestival 2010 |
| 2011 | 3JS                       | Never Alone M/T: Jaap Kwakman, Jan Dulles, Jaap de Witte                                                                                                 | Englisch                    | Niemals allein                | Ausgeschieden                                    | Ausgeschieden                                    | 19 / 19                                          | 13                                               | Nationaal Songfestival 2011 |
| 2012 | Joan Franka               | You and Me M: Joan Franka, Jessica Hogeboom; T: Joan Franka                                                                                              | Englisch                    | Du und ich                    | Ausgeschieden                                    | Ausgeschieden                                    | 15 / 18                                          | 35                                               | Nationaal Songfestival 2012 |
| 2013 | Anouk                     | Birds M: Tore Johansson, Martin Gjerstad, Anouk Teeuwe; T: Anouk Teeuwe                                                                                  | Englisch                    | Vögel                         | 9 / 26                                           | 114                                              | 6 / 16                                           | 75                                               | interne Auswahl             |
| 2014 | The Common Linnets        | Calm After the Storm M/T: Ilse DeLange, JB Meijers, Rob Crosby, Matthew Crosby, Jake Etheridge                                                           | Englisch                    | Ruhe nach dem Sturm           | 2 / 26                                           | 238                                              | 1 / 16                                           | 150                                              | interne Auswahl             |
| 2015 | Trijntje Oosterhuis       | Walk Along M: Tobias Karlsson; T: Anouk Teeuwe | Englisch                    | Entlanggehen                  | Ausgeschieden                                    | Ausgeschieden                                    | 14 / 16                                          | 33                                               | interne Auswahl             |
| 2016 | Douwe Bob                 | Slow Down M: Douwe Bob Posthuma, Jan-Peter Hoekstra, Jeroen Overman, Matthijs van Duijvenbode; T: Douwe Bob Posthuma, Jan-Peter Hoekstra, Jeroen Overman | Englisch                    | Werde langsamer               | 11 / 26                                          | 153                                              | 5 / 18                                           | 197                                              | interne Auswahl             |
| 2017 | O’G3NE                    | Lights and Shadows M: Rick Vol, Rory de Kievit; T: Rick Vol                                                                                              | Englisch                    | Lichter und Schatten          | 11 / 26                                          | 150                                              | 4 / 18                                           | 200                                              | interne Auswahl             |
| 2018 | Waylon                    | Outlaw in 'Em M/T: Waylon, Jim Beaver, Ilya Toshinskiy                                                                                                   | Englisch                    | Gesetzloses in sich           | 18 / 26                                          | 121                                              | 7 / 18                                           | 174                                              | interne Auswahl             |
| 2019 | Duncan Laurence           | Arcade M/T: Duncan Laurence, Joel Sjöö, Wouter Hardy | Englisch                    | Spielhalle                    | 1 / 26                                           | 498                                              | 1 / 18                                           | 280                                              | interne Auswahl             |
| 2020 | Jeangu Macrooy            | Grow M: Jeangu Macrooy, Pieter Perquin (Perquisite); T: Jeangu Macrooy                                                                                   | Englisch                    | Wachsen                       | Absage wegen der COVID-19-Pandemie durch die EBU | Absage wegen der COVID-19-Pandemie durch die EBU | Absage wegen der COVID-19-Pandemie durch die EBU | Absage wegen der COVID-19-Pandemie durch die EBU | interne Auswahl             |
| 2021 | Jeangu Macrooy            | Birth of a New Age M/T: Jeangu Macrooy, Pieter Perquin (Perquisite)                                                                                      | Englisch, Sranantongo       | Geburt eines neuen Zeitalters | 23 / 26                                          | 11                                               | Direkt für das Finale qualifiziert               | Direkt für das Finale qualifiziert               | interne Auswahl             |
| 2022 | S10                       | De diepte M/T: S10, Arno Kraman | Niederländisch              | Die Tiefe                     | 11 / 25                                          | 171                                              | 2 / 17                                           | 221                                              | interne Auswahl             |
| 2023 | Mia Nicolai & Dion Cooper | Burning Daylight M/T: Dion Cuiper, Duncan de Moor, Jordan Garfield, Loek van der Grinten, Mia Nicolai                                                    | Englisch                    | Brennendes Tageslicht         | Ausgeschieden                                    | Ausgeschieden                                    | 13 / 15                                          | 7                                                | interne Auswahl             |
| 2024 | Joost Klein               | Europapa M/T: Donny Björn Stefan Ellerström, Dylan van Dael, Joost Klein, Paul Elstak, Teun de Kruif, Thijmen Melissant, Tim Haars                       | Niederländisch b            | –                             | Disqualifikation durch die EBU vor dem Finale    | Disqualifikation durch die EBU vor dem Finale    | 2 / 16                                           | 182                                              | interne Auswahl             |
| 2025 | Claude                    | C’est la vie M/T: Arno Krabman, Claude Kiambe, Joren van der Voort, Léon Paul Palmen                                                                     | Französisch, Niederländisch | So ist das Leben              | 12 / 26                                          | 175                                              | 3 / 15                                           | 122                                              | interne Auswahl             |
| 2026 |                           | |                             |                               |                                                  |                                                  |                                                  |                                                  | interne Auswahl             |

### Nationale Vorentscheide
Bis 2012 hielten die Niederlande regelmäßig Vorentscheide ab, meist unter dem Titel Nationaal Songfestival. Bis dahin wurde lediglich 1961, 1980 und 2008 der Interpret und das dazugehörige Lied intern ausgewählt. Seit 2013 wurden allerdings alle niederländischen Beiträge intern ausgewählt. Die Vorausscheidung, die bis 2012 regelmäßig stattfand, wurde in vielen verschiedenen Systemen durchgeführt:

### Klassischer Vorentscheid
In den meisten Fällen fand ein „klassischer“ Vorentscheid statt, das heißt, an einem Abend stellten mehrere Künstler mehrere Titel vor, unter denen am Ende der Favorit ausgewählt wurde. Das System wurde in den Jahren 1956 bis 1958, 1962, 1968 und 1969, 1976 bis 1978, 1981, 1983 bis 1986, 1989, 1992 sowie 1998 bis 2001 durchgeführt, mit leichten Unterschieden: In der Regel stellte jeder Sänger ein Lied vor, aber gerade in den frühen Jahren hatten manche Interpreten mehrere Lieder in einem Vorentscheid. 2006 stellten drei Künstler jeweils drei Lieder zur Wahl. Die Zahl der vorgestellten Lieder variiert zwischen 4 und 13.
2010 wurde das System leicht geändert. Das Lied wurde intern von Pierre Kartner produziert. Danach wurde der Song von fünf Künstlern in fünf verschiedenen Versionen gesungen. Dann vergab eine vierköpfige Jury jeweils eine Stimme für den besten Song. Das Studiopublikum vergab eine weitere Stimme. Da es zwischen zwei Künstlern einen Gleichstand gab, entschied Pierre Kartner, wer den Vorentscheid gewann.

### Vorentscheid mit einem Sänger
Bei einigen Vorentscheiden wurde der Interpret beziehungsweise die Gruppe intern ausgewählt, die dann mehrere Titel vorstellten. Dies war der Fall 1963 und 1964 (je drei Titel), 1967 (sechs Titel), 1971 bis 1974 (zwischen drei und sechs Titel) sowie 1987 und 1988 (je sechs Titel), 1992 bis 1994 (je acht Titel), 1997 (erneut sechs Titel) und 2011 (fünf Titel). 2007 sticht besonders aus dem Rahmen, Edisilia Rombley stellte drei Lieder vor, wählte am Schluss aber selbst ihr Lied für Helsinki, auch wenn ihr eine Jury zur Seite stand, die sie beriet.

### Vorentscheide mit Vorrunden
Gelegentlich wurden vor dem Finale Halbfinalrunden durchgeführt: 1965 fünf Vorrunden mit je drei Titeln, 1990 zwei Halbfinals mit je 10 Titeln und 2003 bis 2005 je vier. 1996 wurden ebenfalls fünf Vorrunden durchgeführt, die sich aber dahingehend unterschieden, dass in jeder Runde nur ein Künstler oder eine Gruppe drei Titel vorstellten, von denen sich der beste für das Finale qualifizierte.

### Vorentscheide mit getrennter Wahl
1975 und 1982 wurden Sänger und Lied unabhängig voneinander gewählt. Dabei stellten drei Interpreten jeweils die drei gleichen Titel vor, unter denen der Favorit gewählt wurde. Anschließend wurde das Lied von allen dreien nochmals präsentiert, bevor die der niederländische Vertreter auserkoren wurde.

### Abstimmungsmodi
In den meisten Jahren wurde bei der Vorausscheidung eine Jury ab, die unterschiedlich zusammengesetzt war und teils Musikexperten, Sänger oder wie 1977 nur Prominente erhielt oder „normale“ Bürger rekrutierte. 1978 bestand eine Juryeinheit ausschließlich aus früheren niederländischen Teilnehmern am Wettbewerb. In einigen Jahren wurde die Jury durch eine Telefonabstimmung erweitert, so bereits 1959 und 1960 geschehen und in allen Jahren ab 1996. 1956 bis 1958 und 1971 durfte das Publikum alleine abstimmen, nämlich durch die Einsendung von Postkarten.

## Übertragende Rundfunkanstalt
2009 gab die bisher zuständige Rundfunkanstalt NOS bekannt, dass die Zuständigkeit für die Beiträge beim ESC an eine andere Anstalt innerhalb der NPO, der TROS abgegeben werden. Diese ist im Jahr 2014 mit der Rundfunkanstalt AVRO zu AVROTROS fusioniert, welche jetzt auch für den Eurovision Song Contest zuständig ist.

## Kommerzielle Erfolge

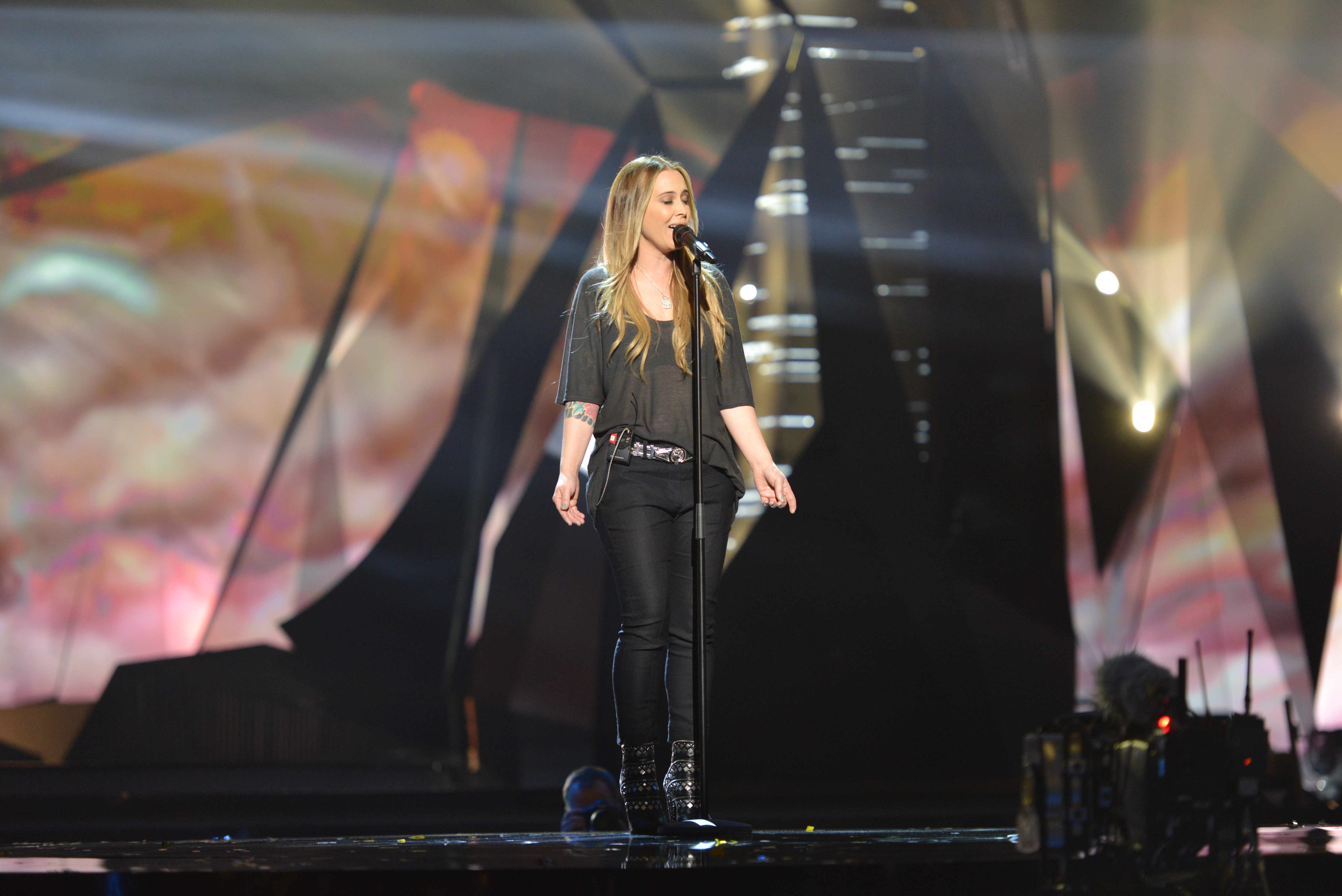
Anouk, die die Niederlande zum ersten Mal seit neun Jahren ins Finale brachte, 2013 in Malmö

Die drei niederländischen Siegertitel der 1950er- und 1960er-Jahre waren international nur kleinere Erfolge. Lediglich Een beetje erreichte in der italienischen Version den 13. Platz in Italien. Ding-a-dong, der Siegertitel von 1975, verkaufte sich im Vergleich dazu besser, war aber auch kein Hitparadenstürmer. Dagegen war Als 't om de liefde gaat, 1972 auf Platz 4 beim ESC, relativ erfolgreich und erreichte in einigen Ländern die Charts.
Nach 1975 blieben nicht nur weitere Siege oder Top-3-Platzierungen beim ESC für niederländische Titel aus, sondern viele Jahre auch nennenswerte Chart-Erfolge. Erst 2013 erreichte Anouk mit Birds nach Platz 9 beim ESC auch Platz 3 in den niederländischen und Platz 49 in den deutschen Singlecharts. Ein Jahr später gelang den Common Linnets mit Calm After the Storm. Der Titel wurde Nummer 1 der Charts in Belgien, Nummer 2 in Dänemark, Österreich und den Niederlanden selbst sowie Nummer 3 in Deutschland und der Schweiz. Auch in Irland, Spanien und Großbritannien gelang der Sprung in die Top 10, in weiteren Ländern die Platzierung in den Charts.
Der Sieg sollte jedoch erst 2019 kommen, als Duncan Laurence mit Arcade eine 44-jährige Dürre für das Land beendete. Bereits vor dem Wettbewerb erreichte er Platz eins der heimischen Charts und Platz sieben in Belgien (Flandern). Nach dem Sieg stand der Song auch in Estland, Island und Luxemburg an der Spitze der Charts, erreichte in der Schweiz Nummer 6 und in Deutschland Nummer 26. Dank TikTok erlangte Arcade seit Herbst 2020 erneut Popularität und stieg im April 2021 als erster ESC-Song seit Ooh Aah...Just a Little Bit von Gina G (1996) in die US-amerikanische Billboard Hot 100 ein.

## Sprachen
Die Niederlande haben in den Jahren ohne Sprachregelung in der Regel ihre Beiträge auf Englisch singen lassen, Ausnahmen sind De oude muzikant 1973 und Ik ben verliefd (Sha-La-Lie) 2010. 1983 war die Titelzeile von Sing Me a Song wie auch einige weitere Wörter im Text auf Englisch, der Umfang befand sich aber noch innerhalb der von der EBU zugelassenen Grenze. 2006 wurde der Refrain von Amambanda in einer imaginären Sprache vorgetragen. Viele der Beiträge, die beim Wettbewerb auf Niederländisch gesungen wurden, wurden auch auf Englisch veröffentlicht, darunter alle Lieder seit 1968. Viele weitere Beiträge wurden auch auf Deutsch, einige auch auf Italienisch, Spanisch und anderen Sprachen aufgenommen.

## Ausgetragene Wettbewerbe
| Jahr | Stadt     | Austragungsort           | Moderation                                                    |
| ---- | --------- | ------------------------ | ------------------------------------------------------------- |
| 1958 | Hilversum | AVRO Studios Hilversum   | Hannie Lips                                                   |
| 1970 | Amsterdam | RAI Congrescentrum       | Willy Dobbe                                                   |
| 1976 | Den Haag  | Nederlands Congresgebouw | Corry Brokken                                                 |
| 1980 | Den Haag  | Nederlands Congresgebouw | Marlous Fluitsma                                              |
| 2020 | Rotterdam | Rotterdam Ahoy           | Chantal Janzen, Edsilia Rombley und Jan Smit                  |
| 2021 | Rotterdam | Rotterdam Ahoy           | Chantal Janzen, Edsilia Rombley, Jan Smit und Nikkie de Jager |

## Kommentatoren und Punktesprecher
| Jahr | Kommentator                                                         | Punktesprecher                  |
| ---- | ------------------------------------------------------------------- | ------------------------------- |
| 1956 | Piet te Nuyl Jr.                                                    | Kein Punktesprecher             |
| 1957 | Piet te Nuyl Jr.                                                    | Siebe van der Zee               |
| 1958 | Siebe van der Zee                                                   | Piet te Nuyl Jr.                |
| 1959 | Piet te Nuyl Jr.                                                    | Siebe van der Zee               |
| 1960 | Piet te Nuyl Jr.                                                    | Siebe van der Zee               |
| 1961 | Piet te Nuyl Jr.                                                    | Siebe van der Zee               |
| 1962 | Willem Duys                                                         | –                               |
| 1963 | Willem Duys                                                         | –                               |
| 1964 | Ageeth Scherphuis                                                   | –                               |
| 1965 | Teddy Scholten                                                      | Dick van Bommel                 |
| 1966 | Teddy Scholten                                                      | Herman Brouwer                  |
| 1967 | Leo Nelissen                                                        | Kein Punktesprecher             |
| 1968 | Elles Berger                                                        | Kein Punktesprecher             |
| 1969 | Pim Jacobs                                                          | Kein Punktesprecher             |
| 1970 | Pim Jacobs                                                          | Kein Punktesprecher             |
| 1971 | Pim Jacobs                                                          | Kein Punktesprecher             |
| 1972 | Pim Jacobs                                                          | Kein Punktesprecher             |
| 1973 | Pim Jacobs                                                          | Kein Punktesprecher             |
| 1974 | Willem Duys                                                         | Kein Punktesprecher             |
| 1975 | Willem Duys                                                         | Kein Punktesprecher             |
| 1976 | Willem Duys                                                         | Kein Punktesprecher             |
| 1977 | Ati Dijckmeester                                                    | Ralph Inbar                     |
| 1978 | Willem Duys                                                         | –                               |
| 1979 | Willem Duys                                                         | Ivo Niehe                       |
| 1980 | Pim Jacobs                                                          | –                               |
| 1981 | Pim Jacobs                                                          | Flip van der Schalie            |
| 1982 | Pim Jacobs                                                          | –                               |
| 1983 | Willem Duys                                                         | Flip van der Schalie            |
| 1984 | Ivo Niehe                                                           | Flip van der Schalie            |
| 1985 | Gerrit den Braber                                                   | Auf Teilnahme verzichtet        |
| 1986 | Leo van der Goot                                                    | –                               |
| 1987 | Willem van Beusekom                                                 | Ralph Inbar                     |
| 1988 | Willem van Beusekom                                                 | –                               |
| 1989 | Willem van Beusekom                                                 | –                               |
| 1990 | Willem van Beusekom                                                 | Joop van Os                     |
| 1991 | Keine Übertragung                                                   | Auf Teilnahme verzichtet        |
| 1992 | Willem van Beusekom                                                 | –                               |
| 1993 | Willem van Beusekom                                                 | Joop van Os                     |
| 1994 | Willem van Beusekom                                                 | Joop van Os                     |
| 1995 | Paul de Leeuw                                                       | Nicht qualifiziert              |
| 1996 | Willem van Beusekom                                                 | Marga Bult                      |
| 1997 | Willem van Beusekom                                                 | Corry Brokken                   |
| 1998 | Willem van Beusekom                                                 | Conny Vandenbos                 |
| 1999 | Willem van Beusekom                                                 | Edsilia Rombley                 |
| 2000 | Willem van Beusekom                                                 | Marlayne                        |
| 2001 | Willem van Beusekom                                                 | Marlayne                        |
| 2002 | Willem van Beusekom                                                 | Nicht qualifiziert              |
| 2003 | Willem van Beusekom                                                 | Marlayne                        |
| 2004 | Willem van Beusekom & Cornald Maas                                  | Esther Hart                     |
| 2005 | Willem van Beusekom & Cornald Maas                                  | Nancy Coolen                    |
| 2006 | Cornald Maas (alle Shows) Paul de Leeuw (Finale)                    | Paul de Leeuw                   |
| 2007 | Cornald Maas (alle Shows) Paul de Leeuw (Finale)                    | Paul de Leeuw                   |
| 2008 | Cornald Maas                                                        | Esther Hart                     |
| 2009 | Cornald Maas                                                        | Yolanthe Cabau                  |
| 2010 | Cornald Maas & Daniël Dekker                                        | Yolanthe Cabau                  |
| 2011 | Jan Smit & Daniël Dekker                                            | Mandy Huydts                    |
| 2012 | Jan Smit & Daniël Dekker                                            | Viviënne van den Assem          |
| 2013 | Jan Smit & Daniël Dekker                                            | Cornald Maas                    |
| 2014 | Cornald Maas & Jan Smit                                             | Tim Douwsma                     |
| 2015 | Cornald Maas & Jan Smit                                             | Edsilia Rombley                 |
| 2016 | Cornald Maas & Jan Smit (alle Shows) Douwe Bob (Zweites Halbfinale) | Trijntje Oosterhuis             |
| 2017 | Cornald Maas & Jan Smit                                             | Douwe Bob                       |
| 2018 | Cornald Maas & Jan Smit                                             | O'G3NE                          |
| 2019 | Cornald Maas & Jan Smit                                             | Emma Wortelboer                 |
| 2021 | Cornald Maas & Sander Lantinga                                      | Duncan Laurence Romy Monteiro c |
| 2022 | Cornald Maas & Jan Smit                                             | Jeangu Macrooy                  |
| 2023 | Cornald Maas & Jan Smit                                             | Stien den Hollander             |
| 2024 | Cornald Maas & Jacqueline Govaert                                   | Nikkie de Jager d               |
| 2025 | Cornald Maas                                                        | Chantal Janzen                  |

## Punktevergabe
Folgende Länder erhielten die meisten Punkte von oder vergaben die meisten Punkte an die Niederlande (Stand: 2025):
| Die meisten im Finale vergebenen Punkte | Die meisten im Finale vergebenen Punkte | Die meisten im Finale vergebenen Punkte |
| Platz                                   | Land                                    | Punkte                                  |
| --------------------------------------- | --------------------------------------- | --------------------------------------- |
| 1                                       | Schweden                                | 228                                     |
| 2                                       | Frankreich                              | 206                                     |
| 3                                       | Belgien                                 | 203                                     |
| 3                                       | Schweiz                                 | 203                                     |
| 4                                       | Israel                                  | 179                                     |
| 5                                       | Deutschland                             | 173                                     |

| Die meisten im Finale erhaltenen Punkte | Die meisten im Finale erhaltenen Punkte | Die meisten im Finale erhaltenen Punkte |
| Platz                                   | Land                                    | Punkte                                  |
| --------------------------------------- | --------------------------------------- | --------------------------------------- |
| 1                                       | Belgien                                 | 204                                     |
| 2                                       | Frankreich                              | 165                                     |
| 3                                       | Irland                                  | 161                                     |
| 4                                       | Deutschland                             | 155                                     |
| 4                                       | Schweiz                                 | 155                                     |
| 5                                       | Österreich                              | 150                                     |

| Die meisten insgesamt vergebenen Punkte | Die meisten insgesamt vergebenen Punkte | Die meisten insgesamt vergebenen Punkte |
| Platz                                   | Land                                    | Punkte                                  |
| --------------------------------------- | --------------------------------------- | --------------------------------------- |
| 1                                       | Schweden                                | 336                                     |
| 2                                       | Belgien                                 | 286                                     |
| 3                                       | Norwegen                                | 257                                     |
| 4                                       | Israel                                  | 256                                     |
| 5                                       | Schweiz                                 | 248                                     |

| Die meisten insgesamt erhaltenen Punkte | Die meisten insgesamt erhaltenen Punkte | Die meisten insgesamt erhaltenen Punkte |
| Platz                                   | Land                                    | Punkte                                  |
| --------------------------------------- | --------------------------------------- | --------------------------------------- |
| 1                                       | Belgien                                 | 310                                     |
| 2                                       | Norwegen                                | 233                                     |
| 3                                       | Österreich                              | 230                                     |
| 3                                       | Schweiz                                 | 230                                     |
| 4                                       | Dänemark                                | 228                                     |
| 5                                       | Frankreich                              | 221                                     |

### Vergaben der Höchstwertung
Seit der Einführung des Zwölf-Punktesystems 1975 vergaben die Niederlande die Höchstpunktzahl an 23 verschiedene Länder, davon je sechsmal an die Türkei und Frankreich. Im Halbfinale vergaben die Niederlande die Höchstpunktzahl an 15 verschiedene Länder, davon fünfmal an Schweden.
| Höchstwertung (Finale) | Höchstwertung (Finale)   | Höchstwertung (Finale)   |
| Jahr                   | Land                     | Platz (Finale)           |
| ---------------------- | ------------------------ | ------------------------ |
| 1975                   | Luxemburg                | 5                        |
| 1976                   | Frankreich               | 2                        |
| 1977                   | Belgien                  | 7                        |
| 1978                   | Israel                   | 1                        |
| 1979                   | Frankreich               | 3                        |
| 1980                   | Deutschland              | 2                        |
| 1981                   | Vereinigtes Königreich   | 1                        |
| 1982                   | Zypern                   | 5                        |
| 1983                   | Israel                   | 2                        |
| 1984                   | Frankreich               | 8                        |
| 1985                   | Auf Teilnahme verzichtet | Auf Teilnahme verzichtet |
| 1986                   | Schweiz                  | 2                        |
| 1987                   | Irland                   | 1                        |
| 1988                   | Dänemark                 | 3                        |
| 1989                   | Dänemark                 | 3                        |
| 1990                   | Frankreich               | 2                        |
| 1991                   | Auf Teilnahme verzichtet | Auf Teilnahme verzichtet |
| 1992                   | Italien                  | 4                        |
| 1993                   | Portugal                 | 10                       |
| 1994                   | Irland                   | 1                        |
| 1995                   | Nicht qualifiziert       | Nicht qualifiziert       |
| 1996                   | Irland                   | 1                        |
| 1997                   | Vereinigtes Königreich   | 1                        |
| 1998                   | Deutschland              | 7                        |
| 1999                   | Deutschland              | 3                        |
| 2000                   | Türkei                   | 10                       |
| 2001                   | Estland                  | 1                        |
| 2002                   | Nicht qualifiziert       | Nicht qualifiziert       |
| 2003                   | Türkei                   | 1                        |
| 2004                   | Türkei                   | 4                        |
| 2005                   | Türkei                   | 13                       |
| 2006                   | Türkei                   | 11                       |
| 2007                   | Türkei                   | 4                        |
| 2008                   | Armenien                 | 4                        |
| 2009                   | Norwegen                 | 1                        |
| 2010                   | Armenien                 | 7                        |
| 2011                   | Dänemark                 | 5                        |
| 2012                   | Schweden                 | 1                        |
| 2013                   | Belgien                  | 12                       |
| 2014                   | Österreich               | 1                        |
| 2015                   | Belgien                  | 4                        |
| 2016                   | Australien (J)           | 2                        |
| 2016                   | Belgien (T)              | 10                       |
| 2017                   | Portugal (J & T)         | 1                        |
| 2018                   | Deutschland (J & T)      | 4                        |
| 2019                   | Schweden (J)             | 5                        |
| 2019                   | Norwegen (T)             | 6                        |
| 2020                   | Wettbewerb abgesagt      | Wettbewerb abgesagt      |
| 2021                   | Frankreich (J & T)       | 2                        |
| 2022                   | Griechenland (J)         | 8                        |
| 2022                   | Ukraine (T)              | 1                        |
| 2023                   | Schweden (J)             | 1                        |
| 2023                   | Finnland (T)             | 2                        |
| 2024                   | Schweiz (J)              | 1                        |
| 2024                   | Israel (T)               | 5                        |
| 2025                   | Österreich (J)           | 1                        |
| 2025                   | Israel (T)               | 2                        |

| Höchstwertung (Halbfinale) | Höchstwertung (Halbfinale) | Höchstwertung (Halbfinale) |
| Jahr                       | Land                       | Platz (Halbfinale)         |
| -------------------------- | -------------------------- | -------------------------- |
| 2004                       | Serbien und Montenegro     | 1                          |
| 2005                       | Dänemark                   | 3                          |
| 2006                       | Armenien                   | 6                          |
| 2007                       | Türkei                     | 3                          |
| 2008                       | Armenien                   | 2                          |
| 2009                       | Norwegen                   | 1                          |
| 2010                       | Israel                     | 8                          |
| 2011                       | Schweden                   | 1                          |
| 2012                       | Schweden                   | 1                          |
| 2013                       | Dänemark                   | 1                          |
| 2014                       | Armenien                   | 4                          |
| 2015                       | Belgien                    | 2                          |
| 2016                       | Kroatien (J)               | 10                         |
| 2016                       | Armenien (T)               | 2                          |
| 2017                       | Bulgarien (J & T)          | 1                          |
| 2018                       | Schweden (J)               | 2                          |
| 2018                       | Dänemark (T)               | 5                          |
| 2019                       | Schweden (J)               | 3                          |
| 2019                       | Norwegen (T)               | 7                          |
| 2020                       | Wettbewerb abgesagt        | Wettbewerb abgesagt        |
| 2021                       | Russland (J)               | 3                          |
| 2021                       | Malta (T)                  | 1                          |
| 2022                       | Griechenland (J)           | 2                          |
| 2022                       | Ukraine (T)                | 1                          |
| 2023                       | Schweden                   | 2                          |
| 2024                       | Israel                     | 1                          |
| 2025                       | Polen                      | 7                          |

## Trivia
- Im Jahr 1958 belegten die Niederlande als Vorjahressieger und Gastgeber den – wenn auch geteilten – letzten Platz. Erst im Jahr 2015 ist dies mit Österreich dem zweiten Land gelungen.
- 1976 moderierte Corry Brokken den Eurovision Song Contest aus Den Haag. Sie war damit die erste ehemalige Teilnehmerin, die diese Aufgabe übernahm. Zudem ist sie die einzige Sängerin, die sowohl den ersten (1957) als auch den letzten Platz (1958) belegte.
- Aufgrund der Explosion der Feuerwerksfabrik von Enschede am 13. Mai 2000 wurde beim an diesem Abend stattfindenden ESC auf das Televoting in den Niederlanden verzichtet und auf das Voting einer Jury zurückgegriffen.
- Bei den Wettbewerben, die in den Niederlanden ausgerichtet wurden, war die Punktetafel oft Niederländisch beschriftet. 1980 war sie zwar Englisch beschriftet, jedoch hat die Moderatorin, während sie auf verschiedenen Telefonen die Jurys in den anderen Ländern angerufen hat, niederländisch gesprochen.
- Zum Eurovision Song Contest 2011 in Düsseldorf reiste die Delegation um die Band 3JS mit einem Flusskreuzfahrtschiff an, das am Rheinufer nahe der Altstadt vertäut wurde.
- Die Niederlande waren das erste Land, welches den ESC zweimal gewann.
- Durch die Absage des Eurovision Song Contest 2020 ist Duncan Laurence der am längsten amtierende ESC-Sieger aller Zeiten. Erst 2021 wurde ein neuer Sieger ermittelt.
- Die Niederlande schieden von 2005 bis 2012 achtmal hintereinander im Halbfinale aus - so oft wie kein anderes Land.

## Impressionen

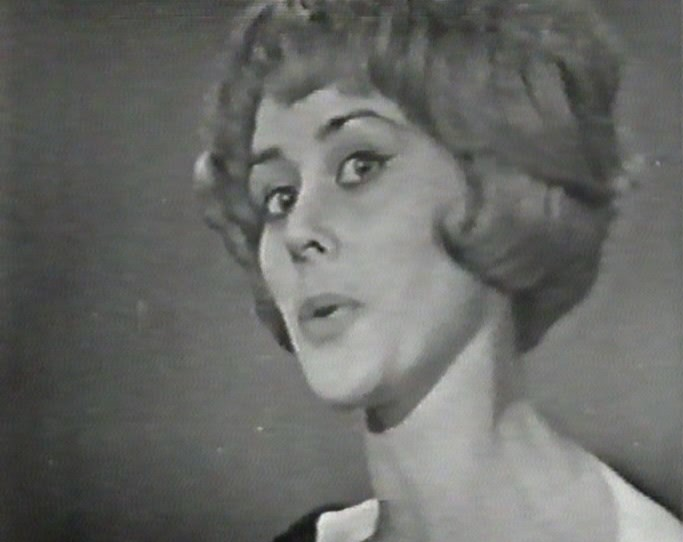
Conny Vandenbos 1965
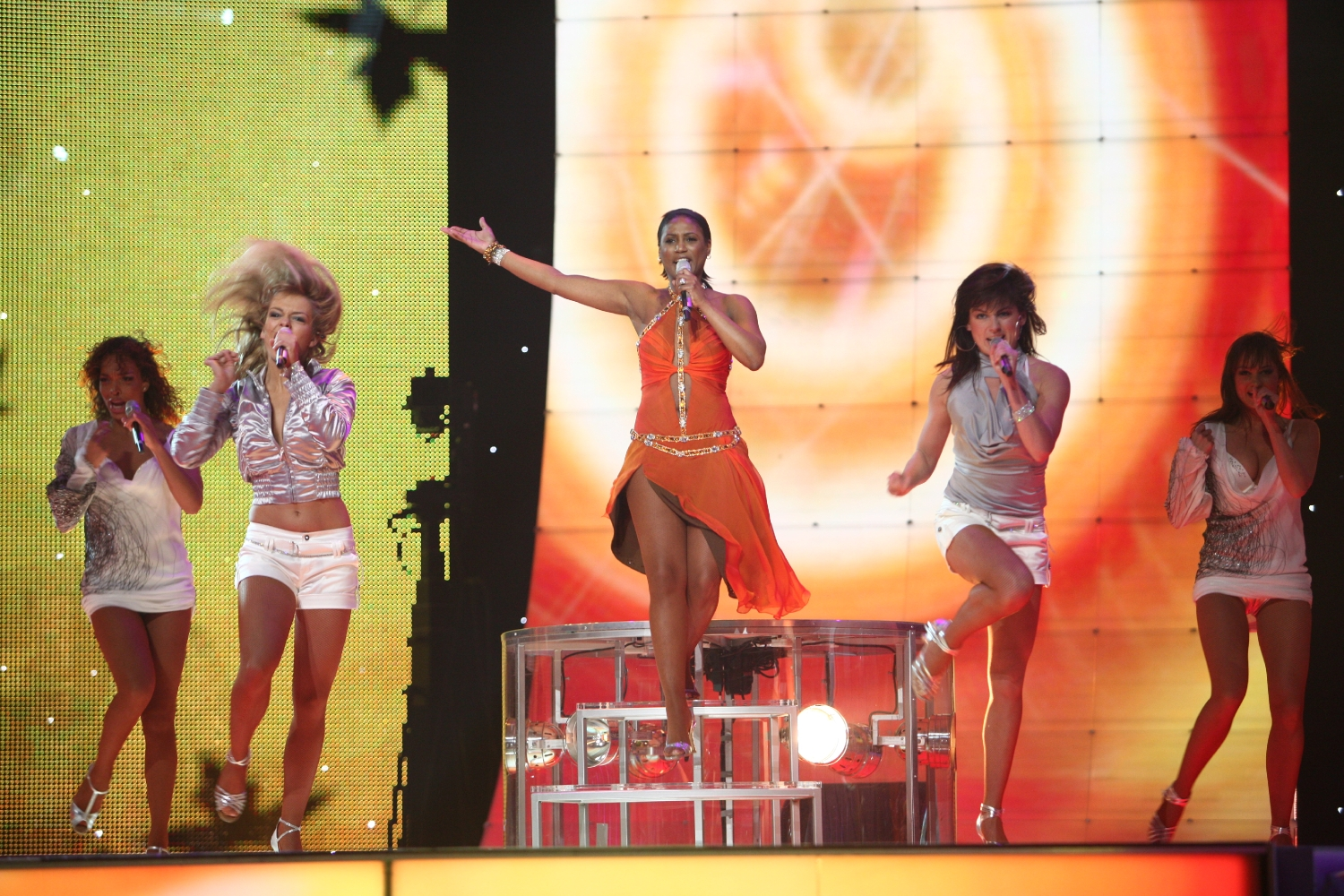
Edsilia Rombley 2007
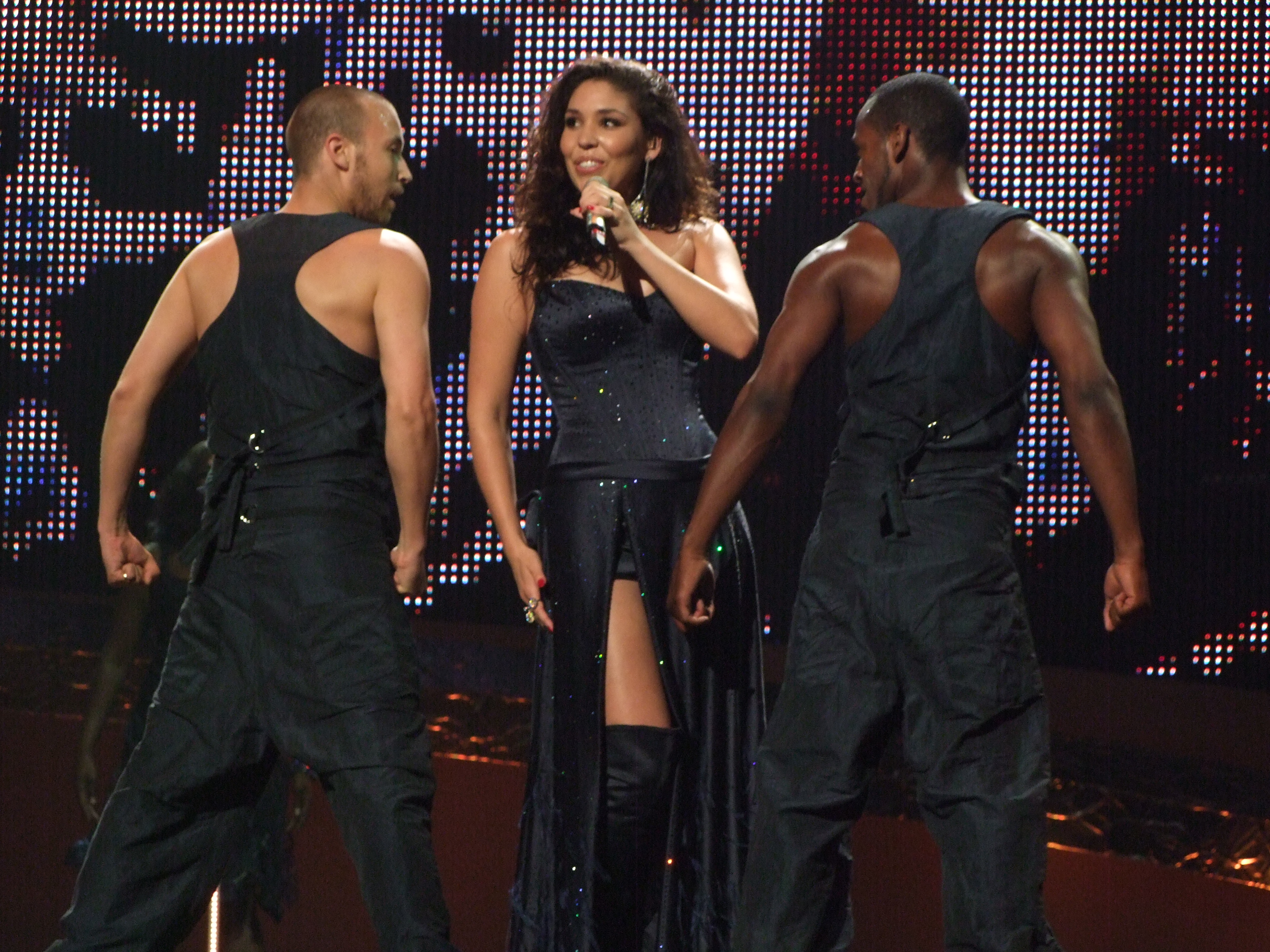
Hind 2008
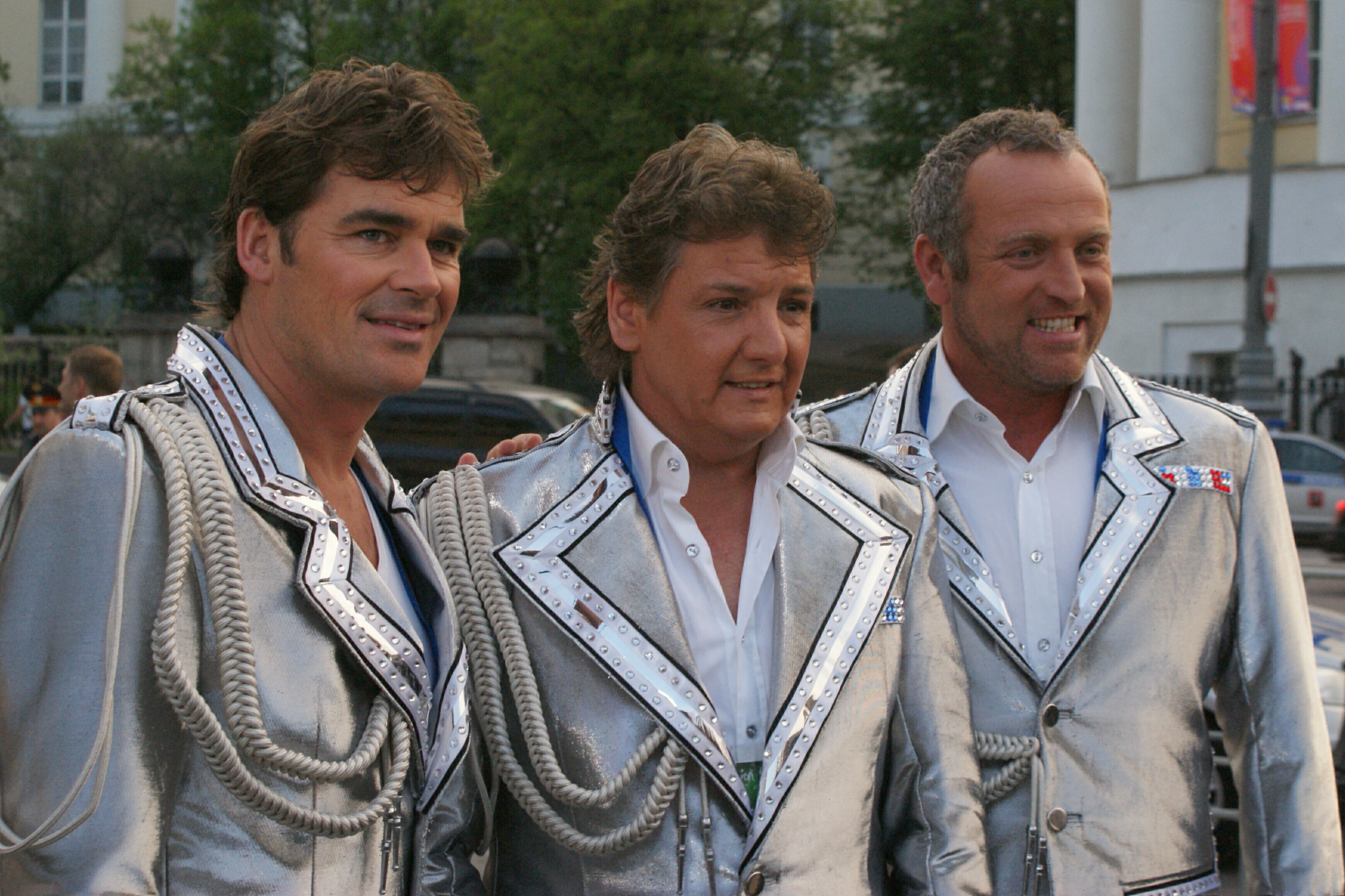
De Toppers 2009
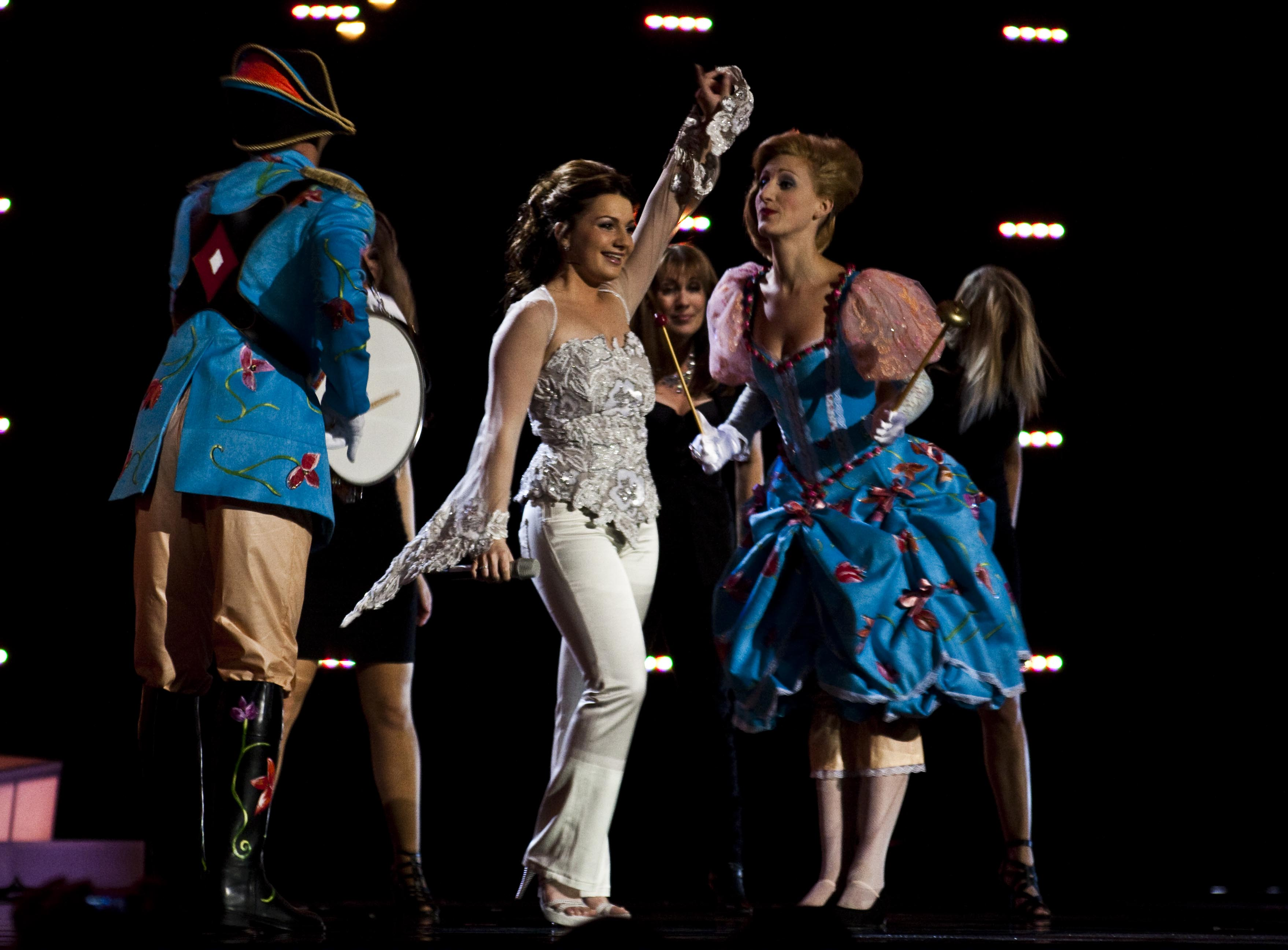
Sieneke 2010
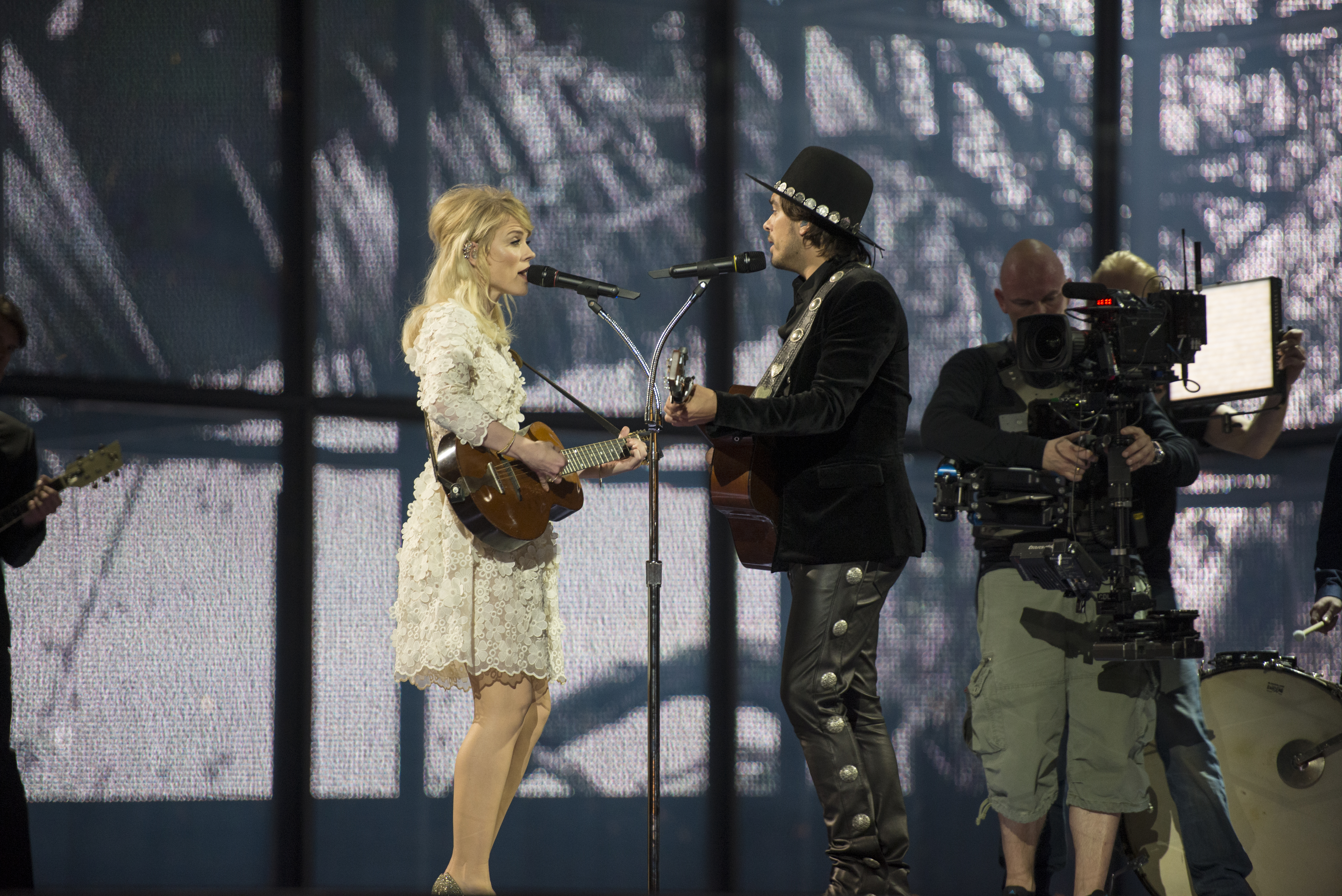
The Common Linnets 2014
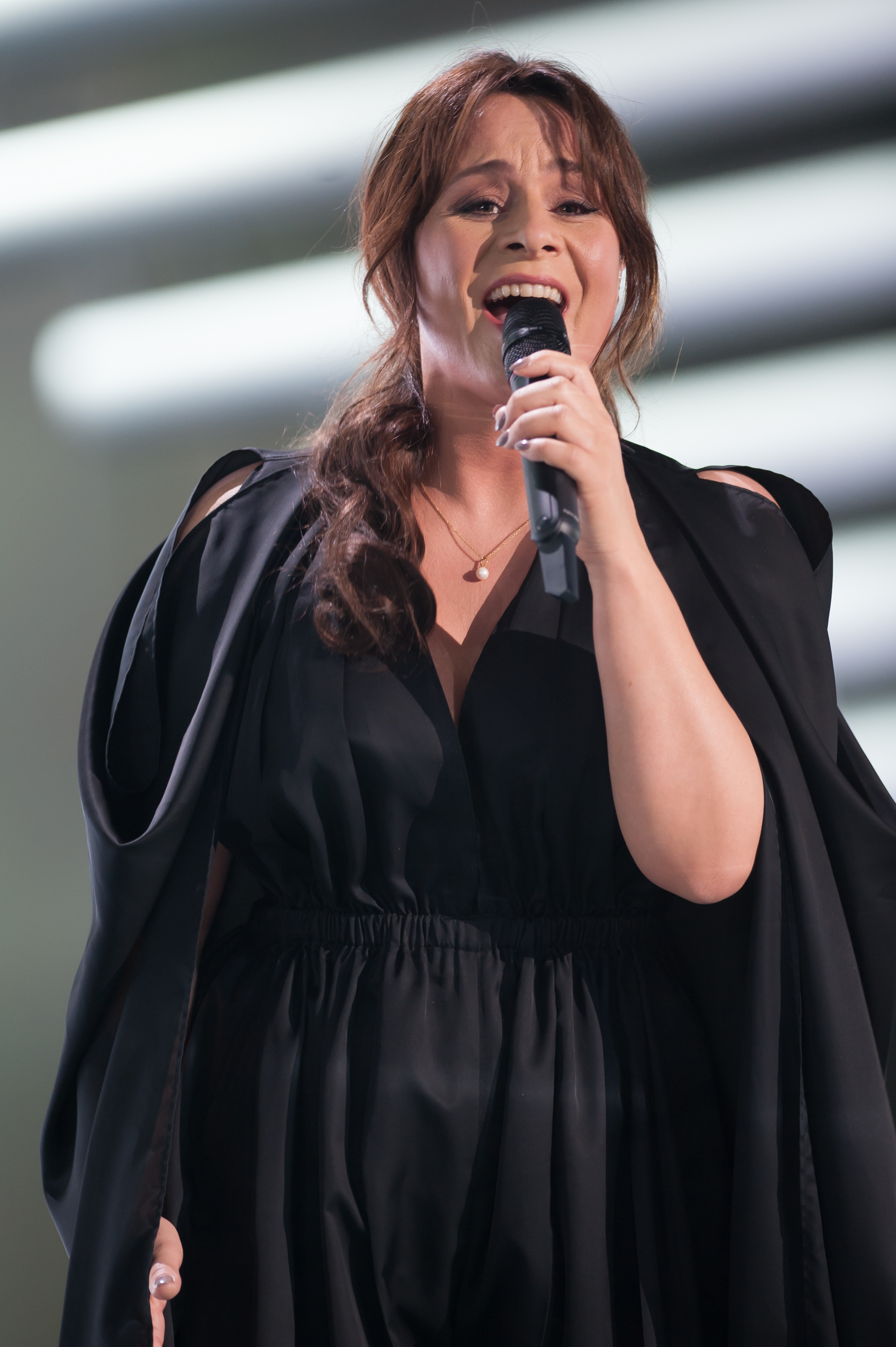
Trijntje Oosterhuis 2015
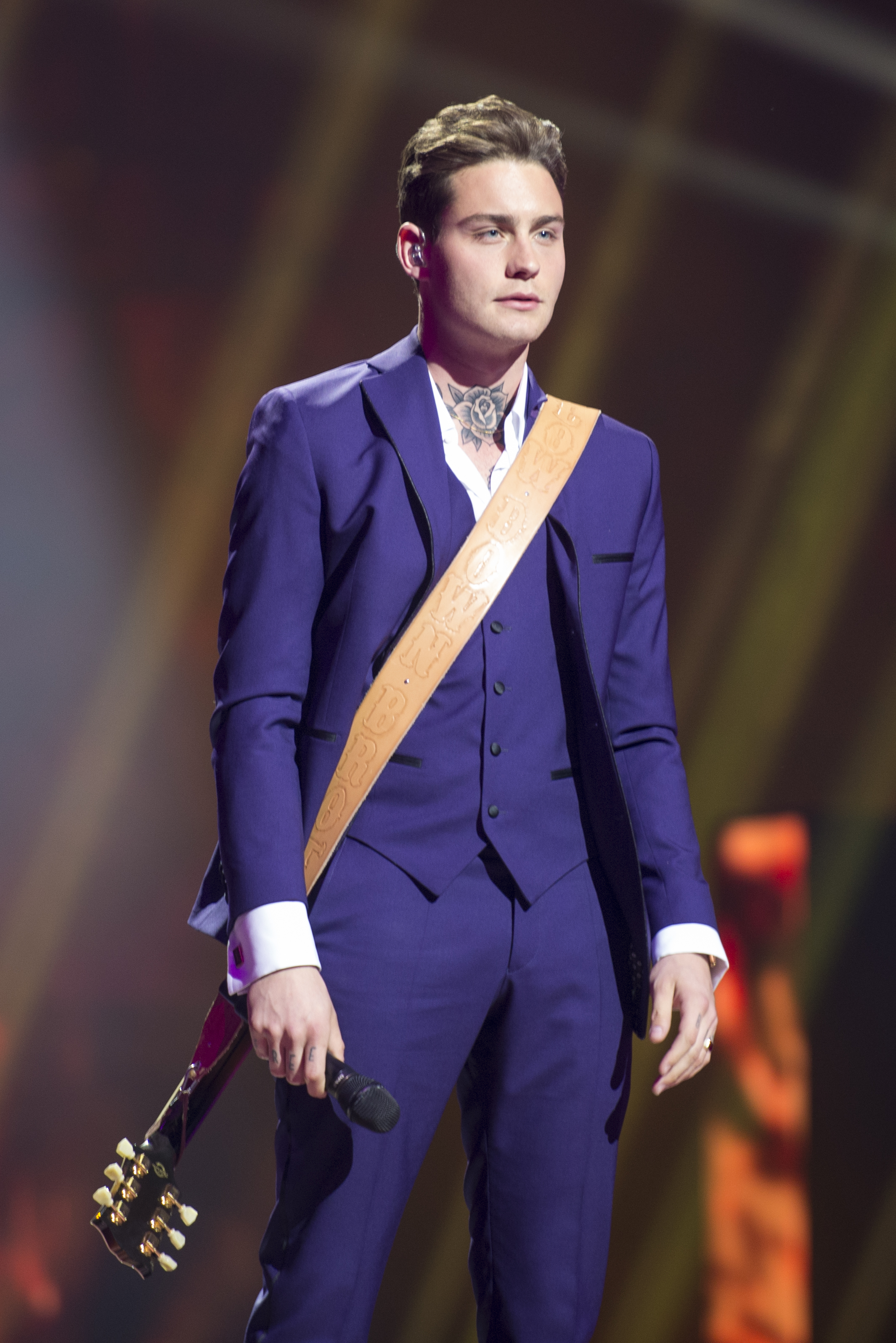
Douwe Bob 2016
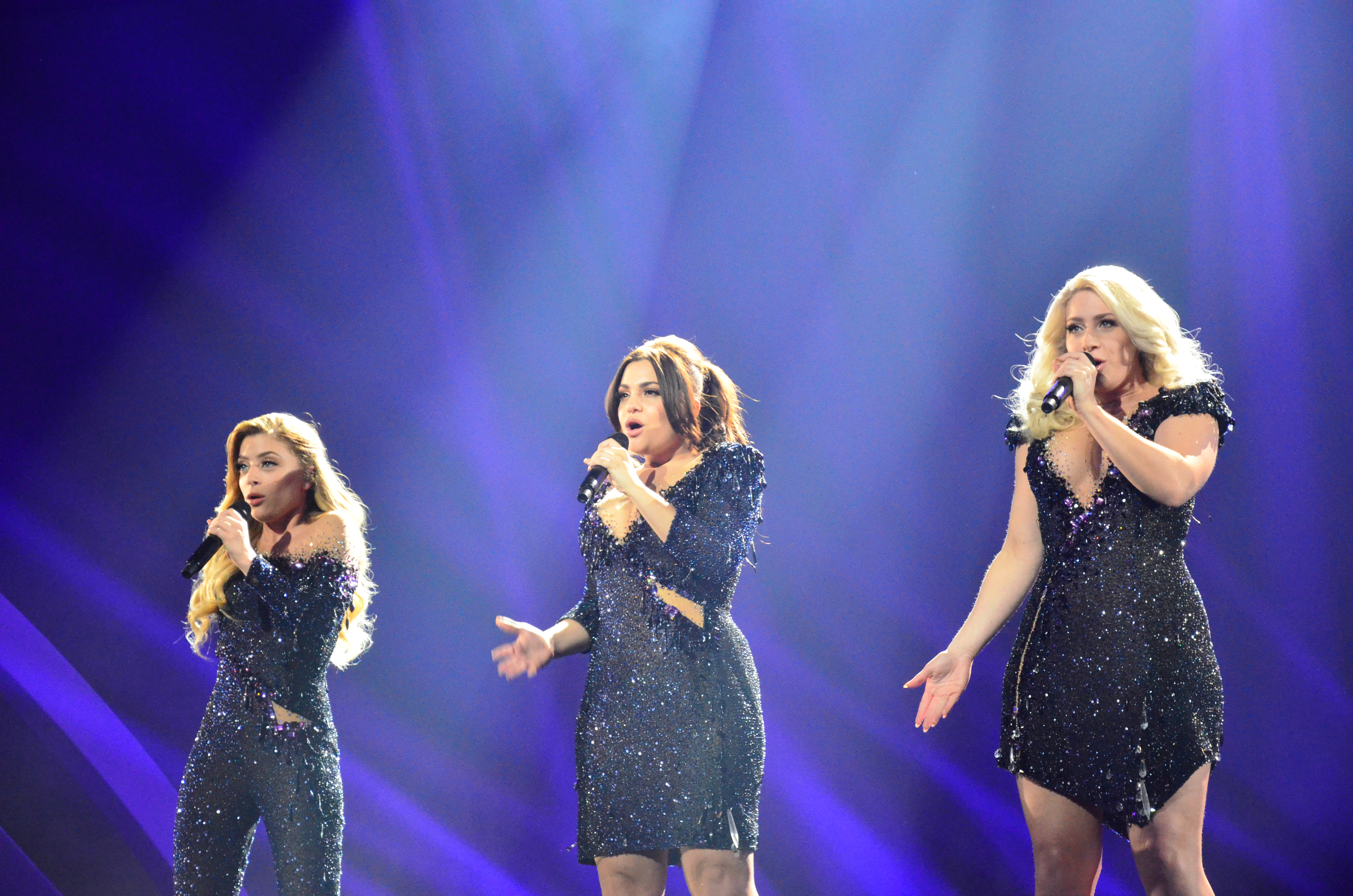
OG3NE 2017
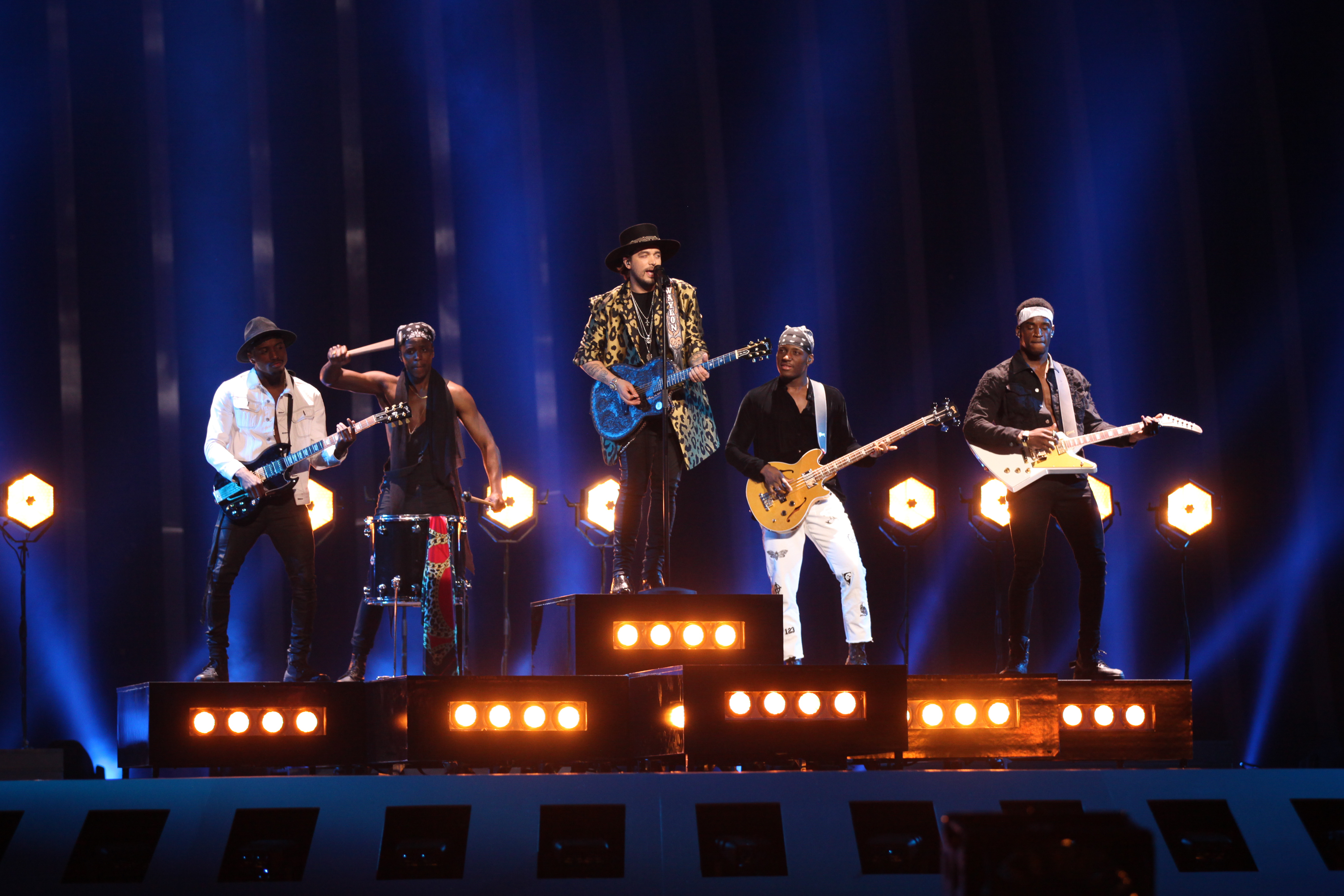
Waylon 2018
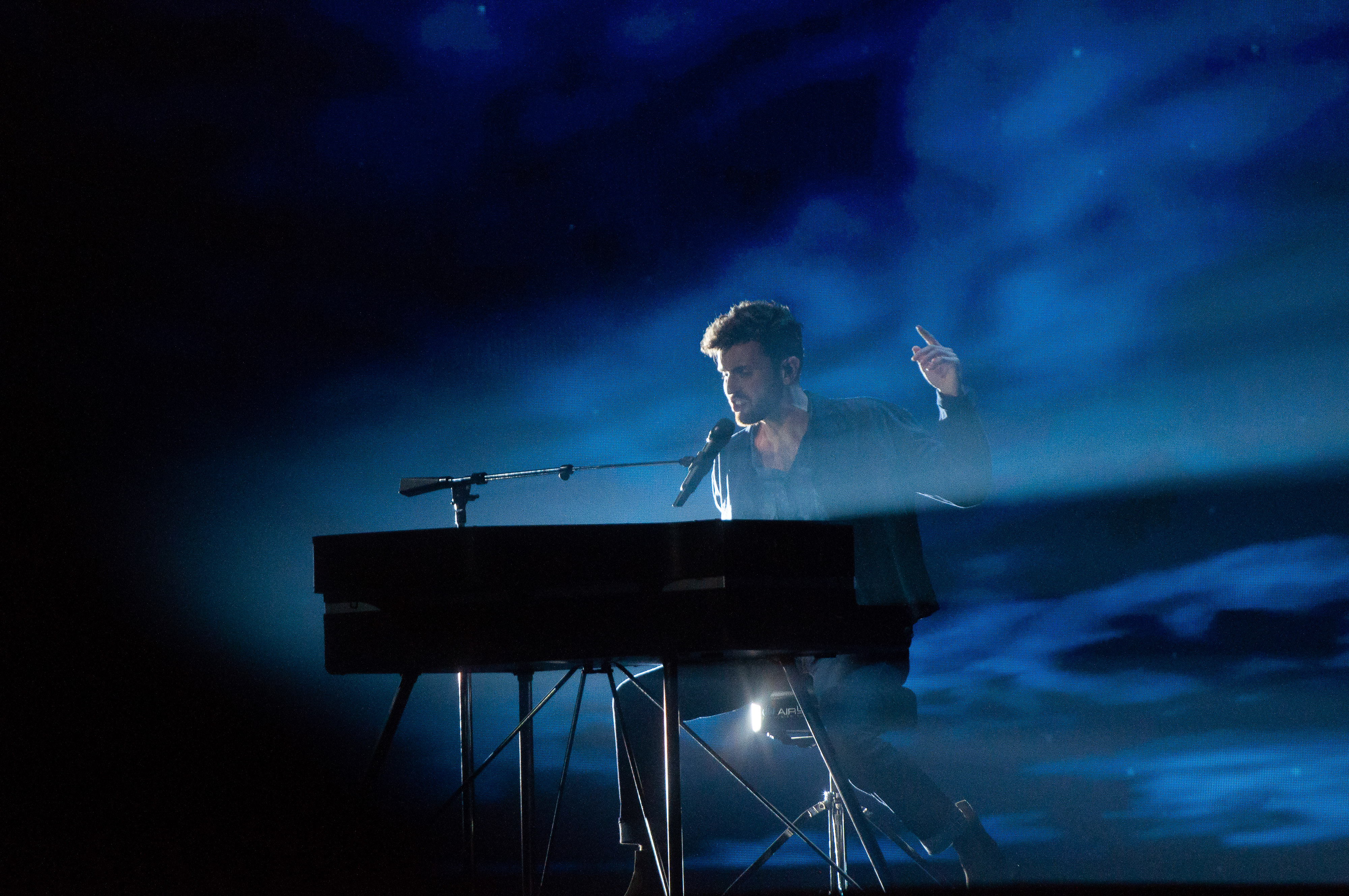
Duncan Laurence 2019
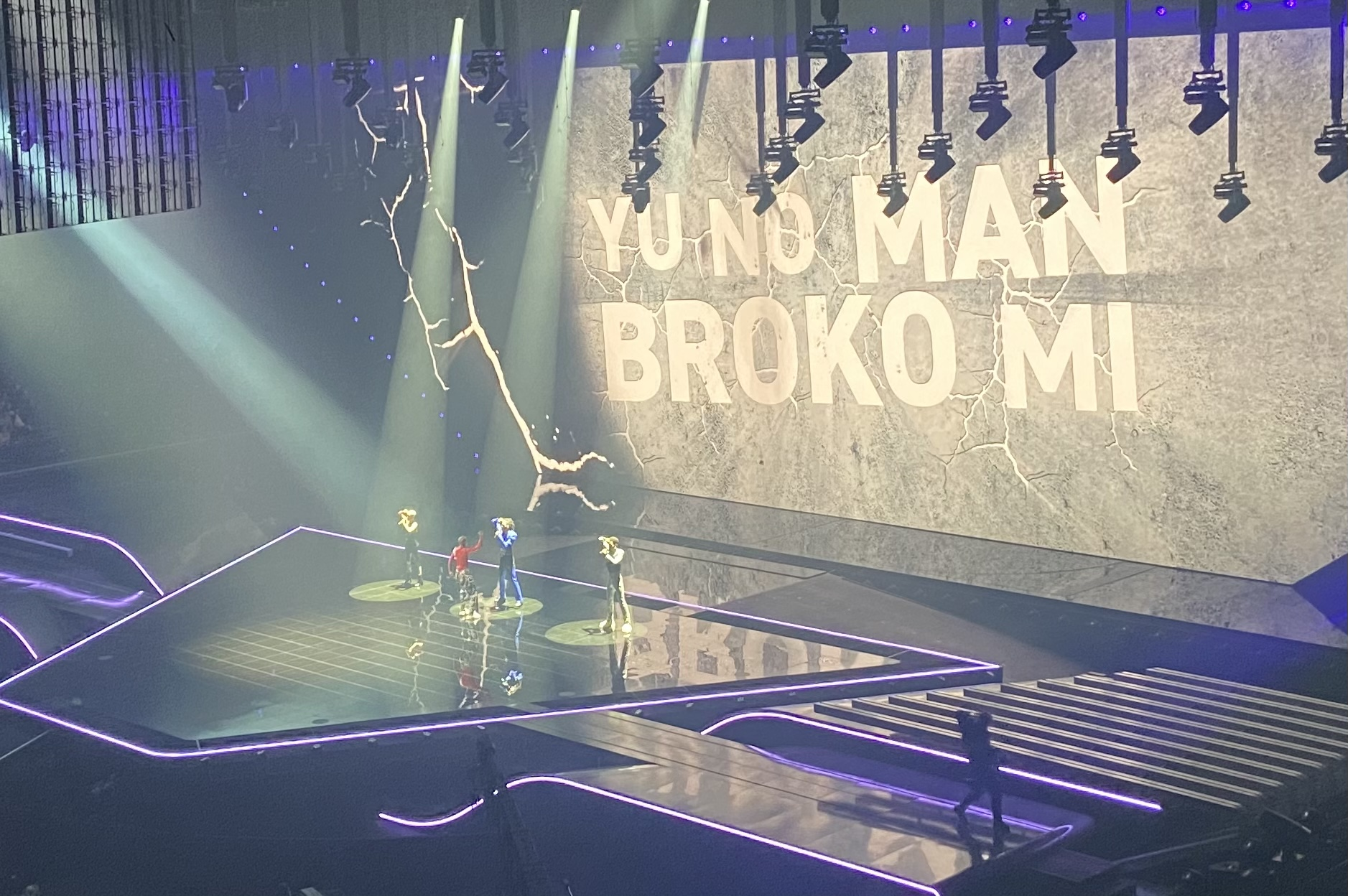
Jeangu Macrooy 2021
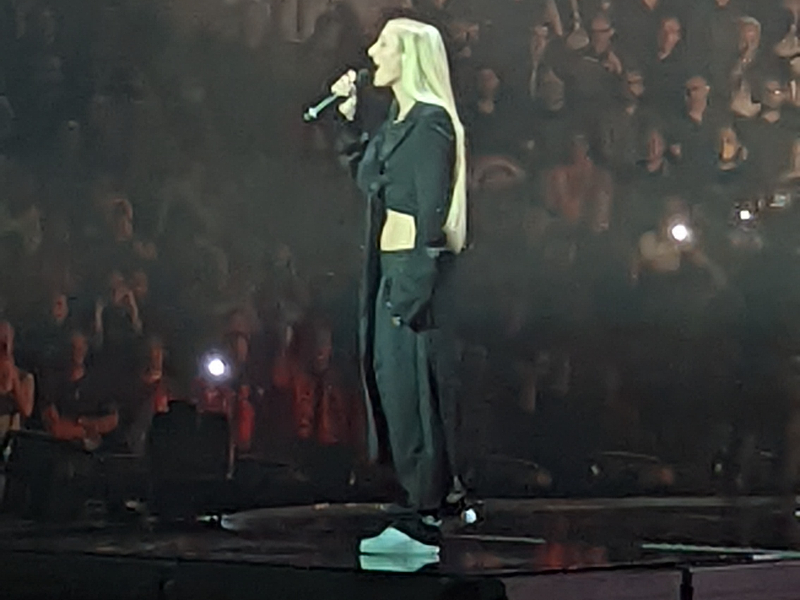
S10 2022
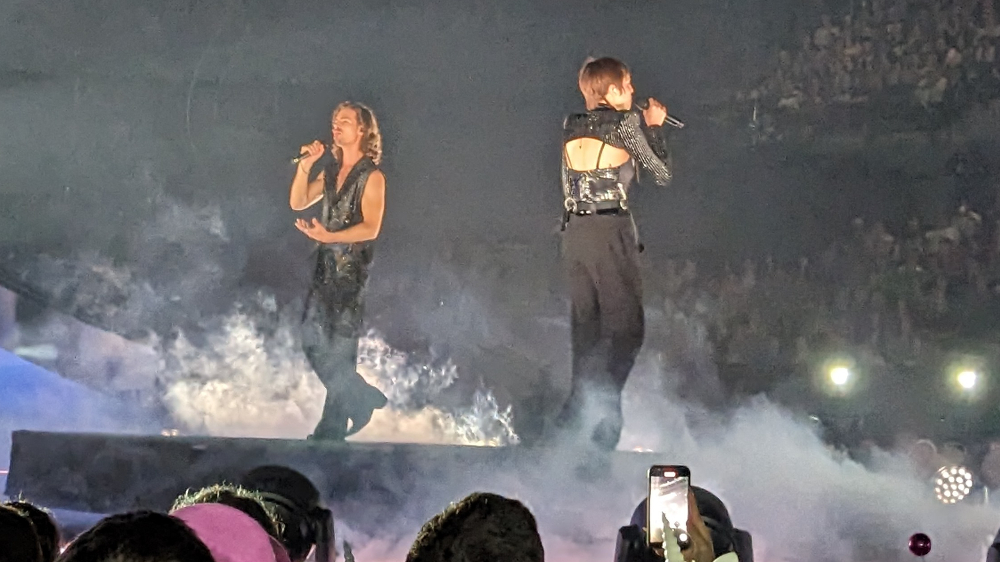
Mia Nicolai & Dion Cooper 2023
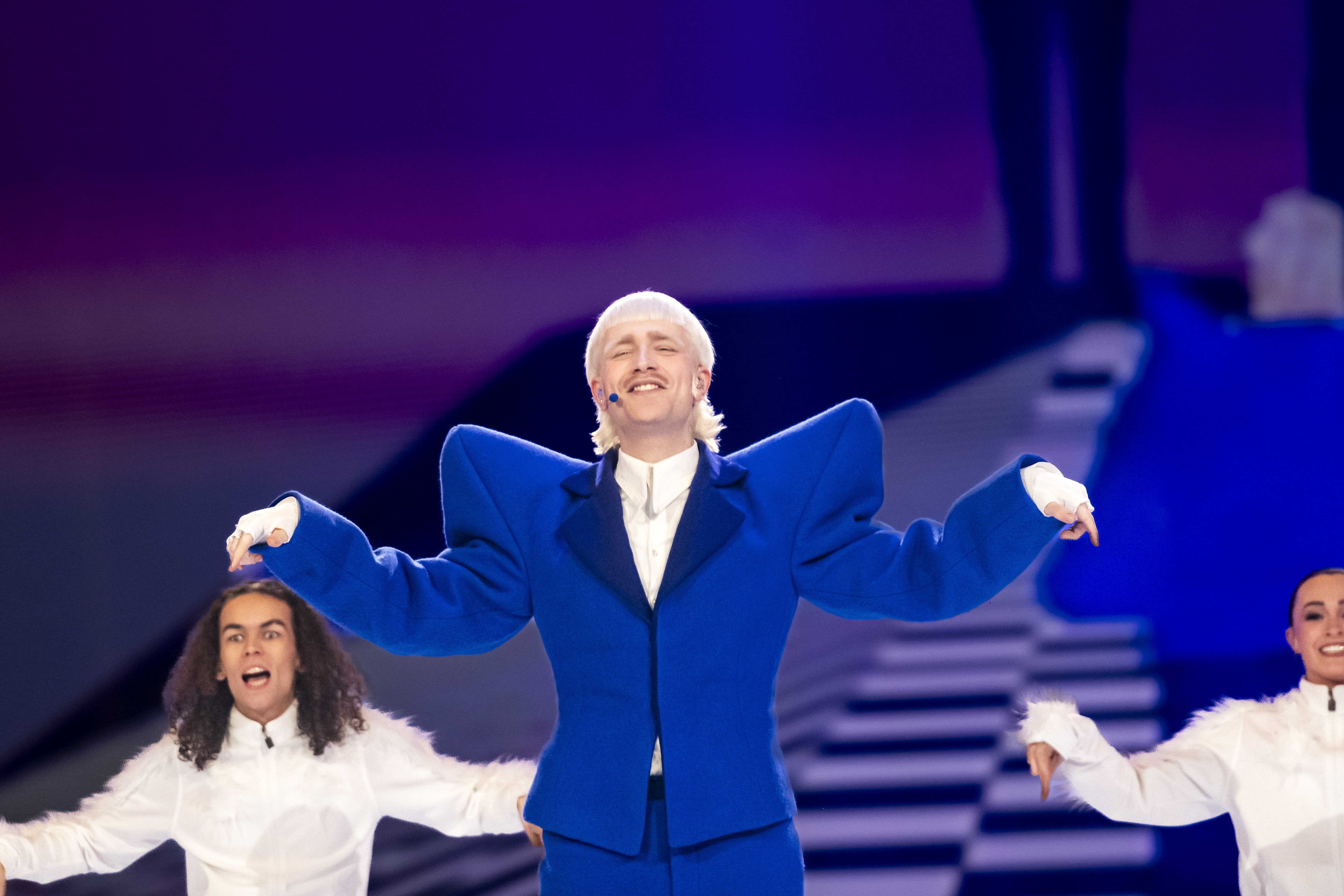
Joost Klein 2024
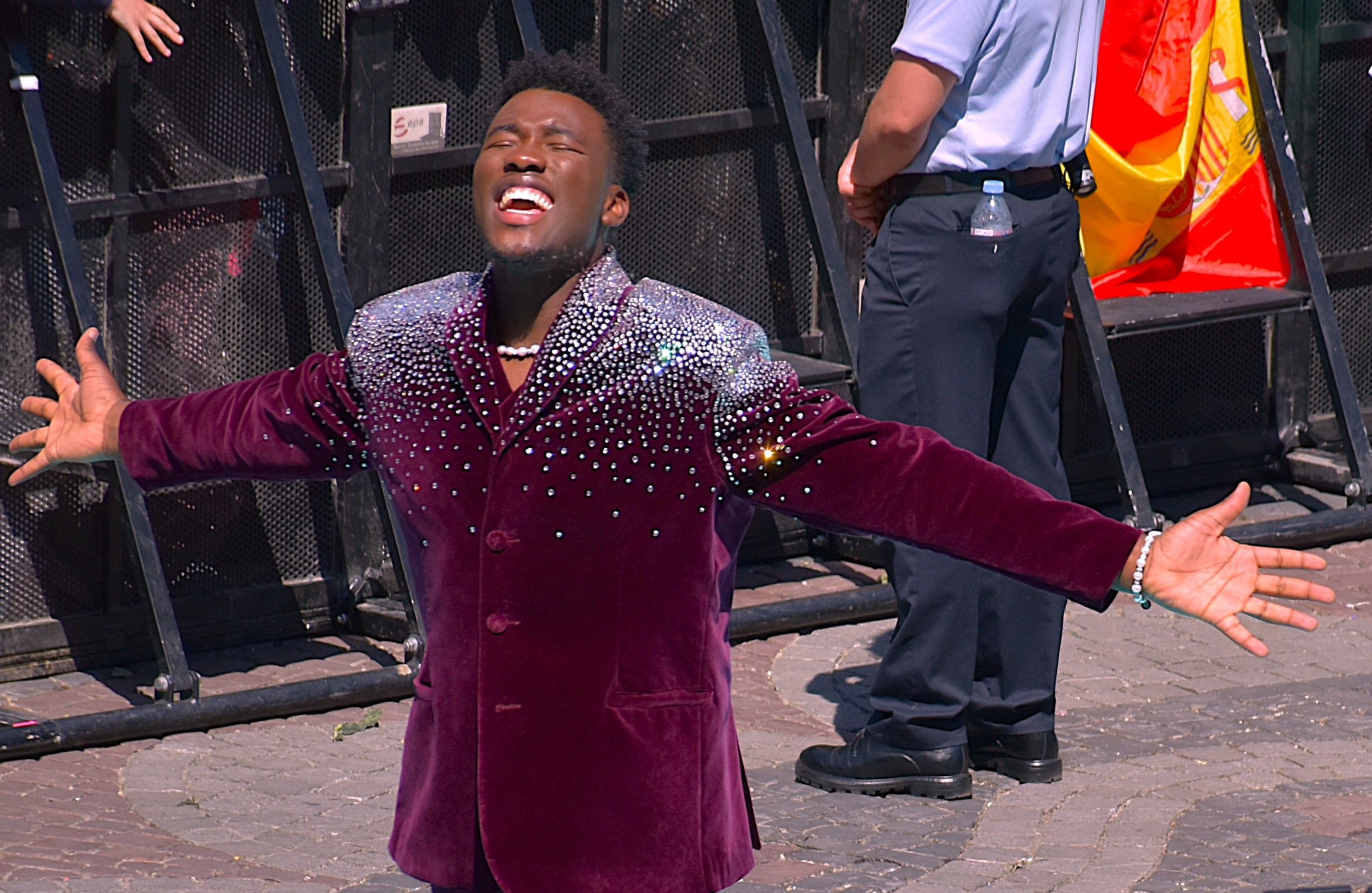
Claude 2025